# 4. August
Der 4. August ist der 216. Tag des gregorianischen Kalenders (der 217. in Schaltjahren), somit bleiben noch 149 Tage bis zum Jahresende.

## Ereignisse

### Politik und Weltgeschehen
- 1060: Nach dem Tod Heinrichs I. wird sein 8-jähriger Sohn Philipp I. König von Frankreich unter der Vormundschaft seiner Mutter Anna von Kiew und seines Onkels Balduin V. von Flandern.
- 1265: In der Schlacht von Evesham setzen sich die königlichen Truppen unter Kronprinz Eduard Plantagenet gegen ein Heer der aufständischen englischen Barone, an ihrer Spitze Simon de Montfort, 6. Earl of Leicester, durch. Die Unterlegenen haben zuvor mehr Mitspracherecht an der Politik reklamiert.

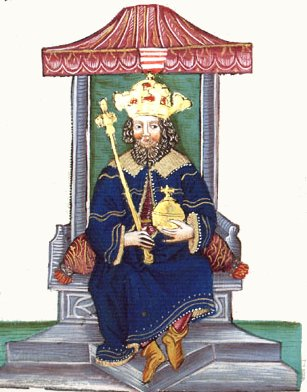
1306: Wenzel III.

- 1306: Böhmens König Wenzel III. wird auf einem Feldzug gegen Polen in Olmütz von einem unbekannt gebliebenen Täter ermordet. Mit seinem Tod endet die Dynastie der Přemysliden.
- 1320: In Scone tritt ein schottisches Parlament zusammen, das die Verschwörer der im Sommer aufgedeckten Soules-Verschwörung verurteilt.
- 1329: Im Hausvertrag von Pavia wird Bayern geteilt. Kaiser Ludwig der Bayer behält Oberbayern und Gebiete nördlich von Regensburg, die Erben seines Bruders Rudolf erhalten die Rheinpfalz und die Oberpfalz.
- 1338: Kaiser Ludwig der Bayer verfügt, dass die Kaiserwahl allein aus der Wahl zum römisch-deutschen König abzuleiten sei. Es bedürfe keiner Zustimmung des Papstes.

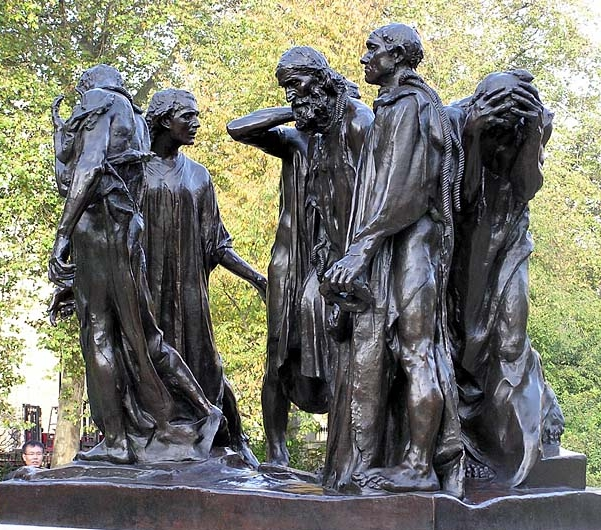
1347: Rodins Die Bürger von Calais (Plastik, 1895)

- 1347: Während der für England günstigen ersten Phase des Hundertjährigen Krieges kapitulieren sechs Bürger von Calais nach der Belagerung namens der Stadt in demütigender Weise vor König Eduard III. von England. Königin Philippa von Hennegau schenkt den sechs Geiseln die Freiheit.
- 1427: Der vierte Kreuzzug gegen die Hussiten scheitert in der Schlacht bei Mies. Erstmals bilden Kreuzritter dabei analog der gegnerischen Taktik eine Wagenburg, doch Unerfahrenheit damit trägt zur Niederlage der katholischen Truppen bei.

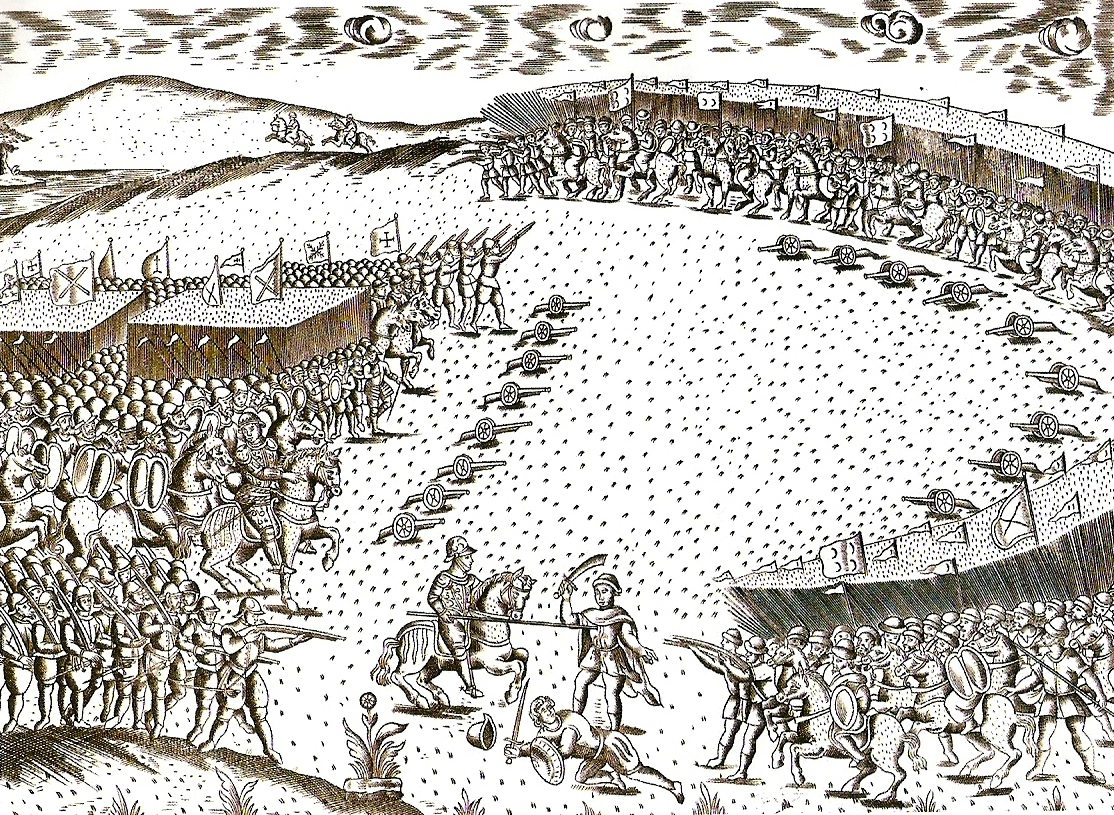
1578: Schlacht von Alcácer-Quibir

- 1578: In der Schlacht von Alcácer-Quibir erleiden die portugiesischen Truppen unter König Sebastian I. eine vernichtende Niederlage gegen marokkanische Truppen unter dem Befehl von Sultan Abu Marwan Abd al-Malik. Der Tod des kinderlosen Königs während der Kampfhandlungen leitet den Untergang des Hauses Avis ein.
- 1588: In der ersten größeren Schlacht zwischen der Spanischen Armada und der englischen Flotte vor der Isle of Wight bleibt Francis Drake siegreich, der vom nominellen Oberbefehlshaber der Engländer, Charles Howard of Effingham, Earl of Nottingham, freie Hand bekommen hat. Der englische Angriff zwingt die Spanier dazu, sich im Hafen von Calais in Sicherheit zu bringen.

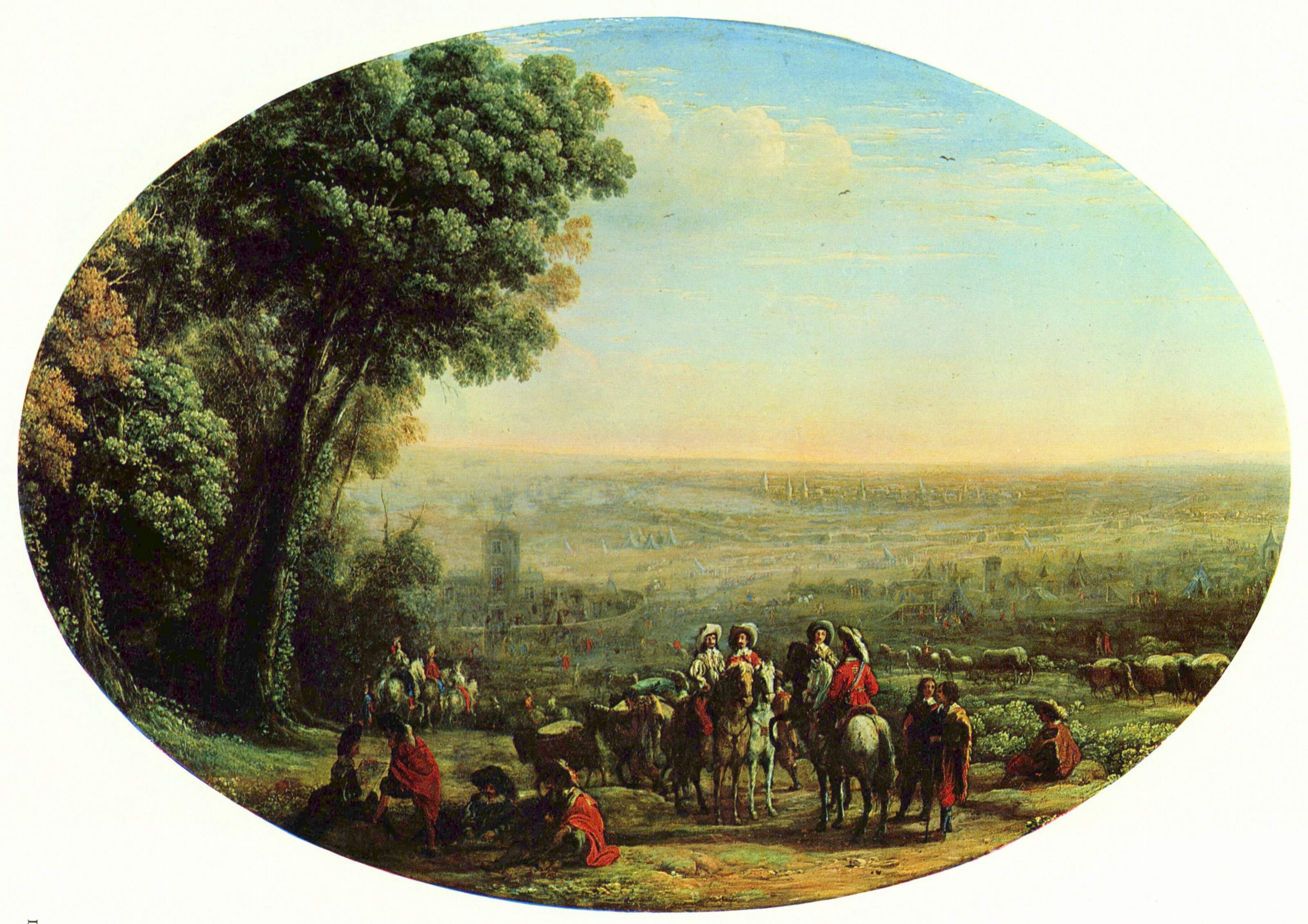
1627: Belagerung von La Rochelle

- 1627: Die Belagerung von La Rochelle durch Ludwig XIII. beginnt.
- 1646: Die Belagerung der von schwedischen Truppen gehaltenen Stadt Korneuburg endet mit ihrer Einnahme durch die kaiserliche Armee.
- 1666: Der St. James’s Day Fight, eine zweitägige Seeschlacht während des Zweiten Englisch-Niederländischen Seekrieges, beginnt.

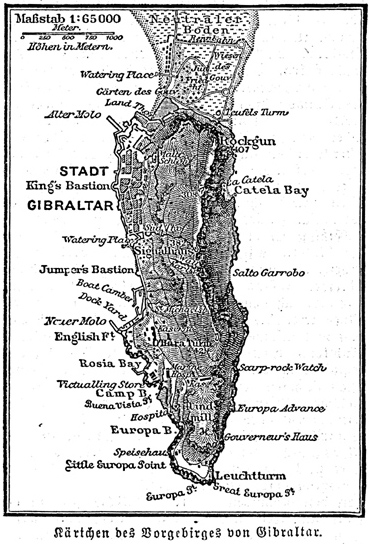
1704: Karte von Gibraltar

- 1704: Während des Spanischen Erbfolgekrieges überrascht die britische Flotte unter der Führung von Georg von Hessen-Darmstadt die spanische Besatzung von Gibraltar während der Nachmittagssiesta und übernimmt den Felsen im Handstreich.
- 1789: Während der Französischen Revolution beschließt die Nationalversammlung die Abschaffung sämtlicher Vorrechte des Adels, des Klerus, der Städte und Provinzen. Die Feudalherrschaft und die Leibeigenschaft werden aufgehoben.
- 1791: Der Frieden von Swischtow beendet den letzten der österreichischen Türkenkriege.

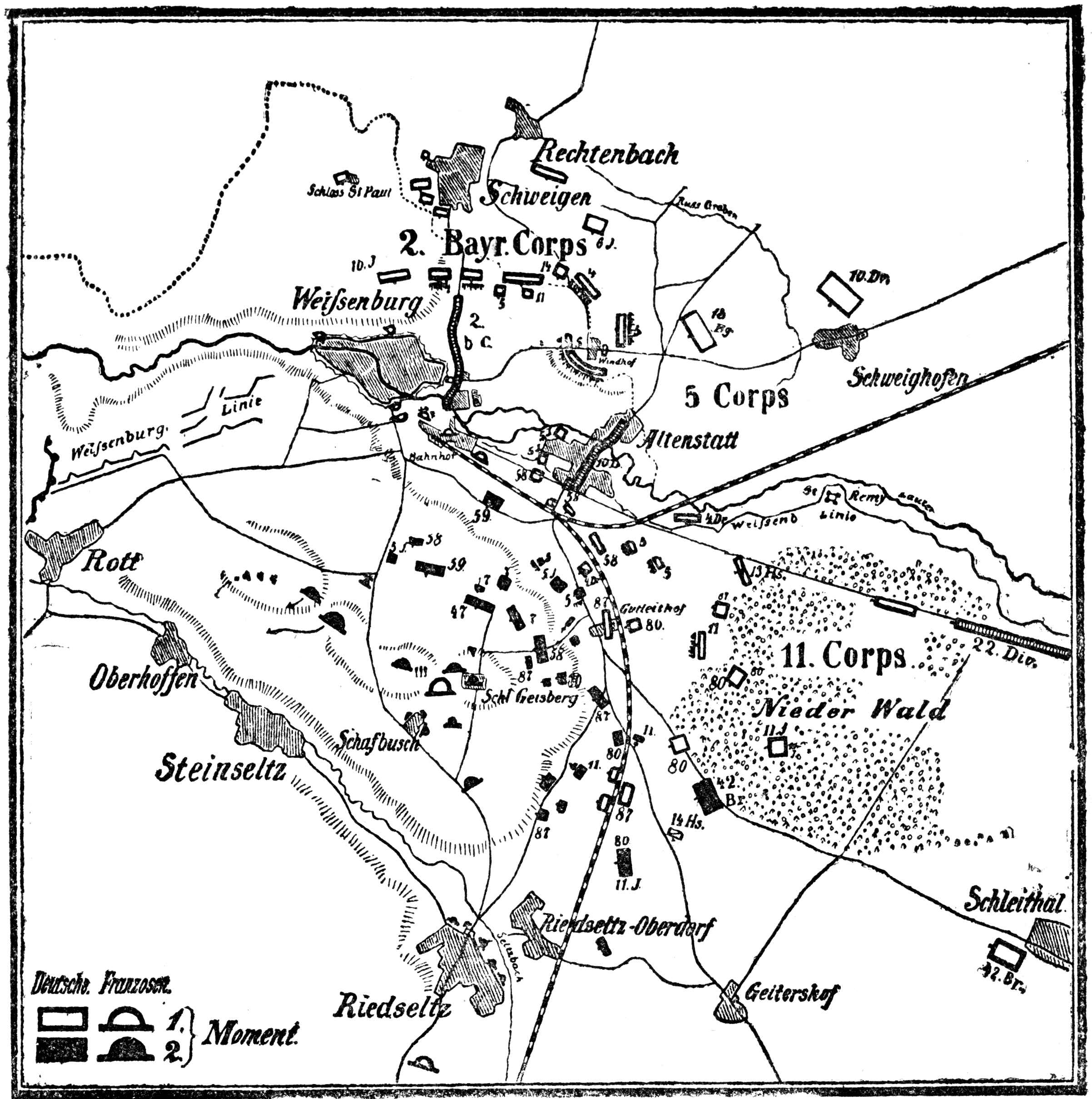
1870: Schlacht bei Weißenburg

- 1870: In der ersten Schlacht des Deutsch-Französischen Krieges bei Weißenburg im Elsass besiegen die preußischen Truppen die französische Rheinarmee.
- 1914: Der Reichstag des Deutschen Kaiserreichs schließt nach einer flammenden Rede von Kaiser Wilhelm II. den sogenannten „Burgfrieden“ und stimmt geschlossen für die Gewährung von Kriegsanleihen.
- 1914: Deutsche Truppen rücken im Ersten Weltkrieg völkerrechtswidrig in das neutrale Belgien ein, was Großbritannien zu einem Ultimatum mit Kriegsandrohung gegenüber Deutschland veranlasst.
- 1919: Die rumänische Armee erobert Budapest, das die Räterepublik unter Béla Kun am 1. August verlassen hat. Gyula Peidl führt nunmehr als Ministerpräsident die Amtsgeschäfte.
- 1931: In der Zeitschrift Die Weltbühne erscheint Kurt Tucholskys berühmt gewordene Aussage „Soldaten sind Mörder“.

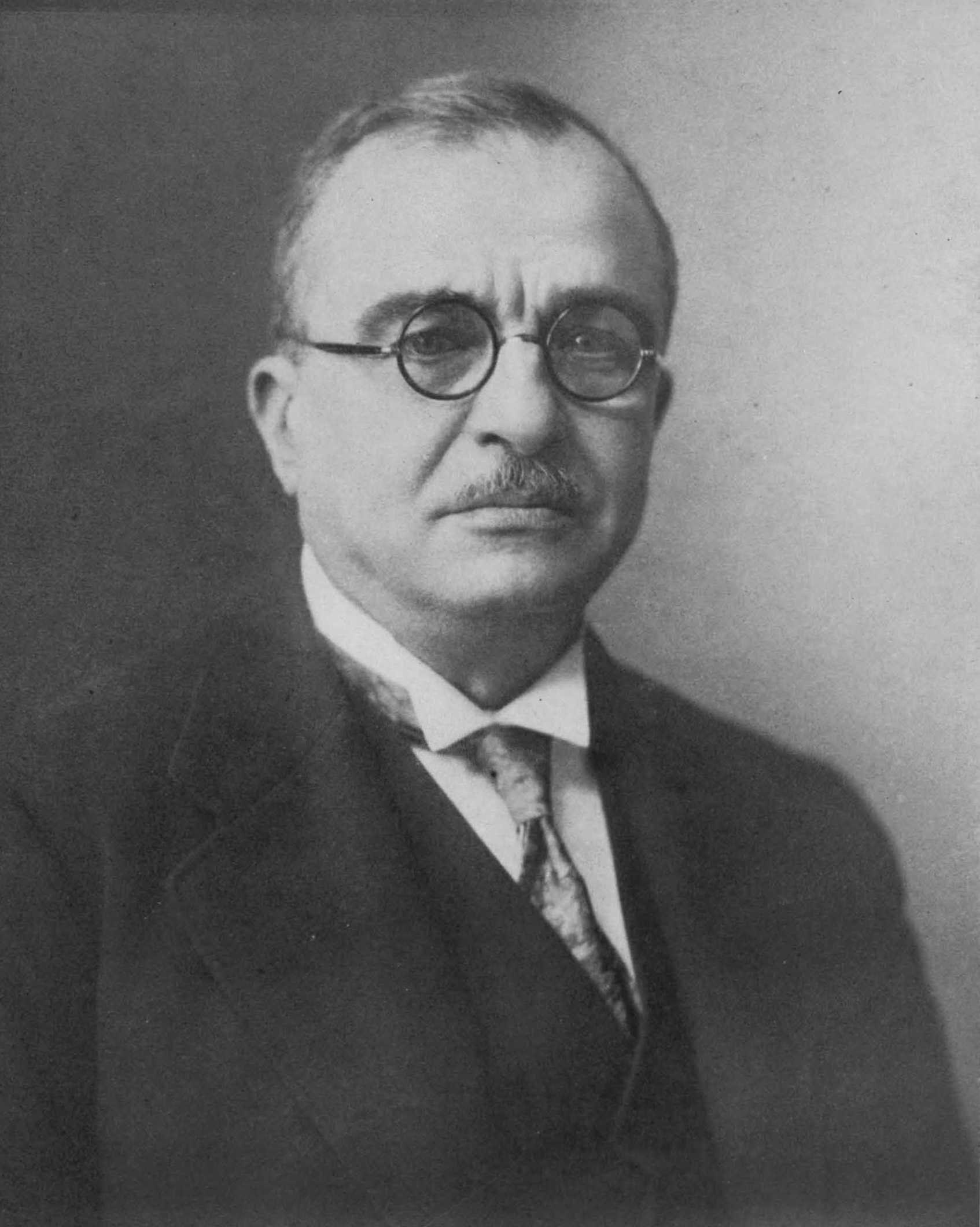
1936: Ioannis Metaxas

- 1936: Griechenlands Premierminister Ioannis Metaxas suspendiert Parlament und Verfassung und installiert ein autoritäres Regime.
- 1944: Anne Frank und ihre Familie werden von den Nationalsozialisten verhaftet, nachdem ein niederländischer Denunziant ihr Amsterdamer Versteck verraten hat.
- 1944: Zweiter Weltkrieg, Operation Overlord: Zum Abschluss der Operation Cobra verkündet Generalfeldmarschall Bernard Montgomery angesichts des Zusammenbruchs der deutschen Front eine generelle Änderung des Invasionsplans. Der größte Teil der Einheiten wird jetzt nach Osten geschickt.
- 1951: Das Kraftfahrt-Bundesamt in Flensburg-Mürwik wird gegründet.
- 1953: In Deutschland wird der zu Bismarcks Zeiten im Kulturkampf eingeführte Kanzelparagraph im Strafgesetzbuch abgeschafft, der Geistlichen bei unbotmäßigen politischen Äußerungen Strafe androht.
- 1964: Der Tonkin-Zwischenfall, ein angeblicher Torpedoangriff auf die beiden US-Militärschiffe Maddox und Turner Joy im Golf von Tonkin durch Nordvietnam, dient den USA später als Vorwand für die Intervention im Vietnamkrieg.

1979: Flagge der Cook-Inseln

- 1965: Die Cookinseln im südlichen Pazifik erlangen politische Selbstverwaltung, verbleiben aber in „freier Assoziierung“ mit Neuseeland. Am gleichen Tag wird 1979 eine neue Flagge eingeführt.
- 1983: Durch einen von Blaise Compaoré organisierten und von Libyen unterstützten Staatsstreich wird Präsident Jean-Baptiste Ouédraogo gestürzt. Der „Che Guevara Schwarzafrikas“ Thomas Sankara wird fünfter Präsident von Obervolta.
- 1984: Am ersten Jahrestag der Revolution in Obervolta benennt sich das Land in Burkina Faso um.
- 1993: In Arusha wird das Arusha-Abkommen zur Beendigung des Bürgerkriegs in Ruanda zwischen der Ruandischen Patriotischen Front unter Paul Kagame und der Regierungspartei Mouvement républicain national pour la démocratie et le développement unter Präsident Juvénal Habyarimana unterzeichnet. Die Unzufriedenheit mit diesem Abkommen ist einer der Auslöser für den Völkermord in Ruanda ein Jahr später.
- 1995: Im Kroatienkrieg beginnt die Operation Oluja (Gewittersturm). Innerhalb weniger Tage erobern kroatische Truppen den von serbischen Aufständischen kontrollierten Teil Kroatiens zurück.
- 2006: Der US-amerikanische Präsident George W. Bush kündigt den Kubanern die „volle und bedingungslose Unterstützung der USA“ für den Fall einer Demokratisierung an, um nach der Hospitalisierung Fidel Castros die effektive Übergabe der Macht an dessen jüngeren Bruder Raúl zu verhindern.

### Wirtschaft
- 1821: In den USA erscheint erstmals die Wochenzeitung The Saturday Evening Post.
- 1917: Der französische Ingenieur Lucien Lévy meldet ein Patent für ein Überlagerungsverfahren an. Sein Schaltungsprinzip setzt sich in der Folge gegen andere durch.
- 1990: Erstmals seit dem Ende des Zweiten Weltkriegs landet wieder ein Lufthansa-Flugzeug auf dem Ostberliner Flughafen Berlin-Schönefeld.
- 2000: DaimlerChrysler kündigt an, seine Tochtergesellschaft Adtranz an das kanadische Unternehmen Bombardier Transportation zu veräußern. Der Eigentümerwechsel im Jahr 2001 führt zu Arbeitsplatzverlusten.

### Wissenschaft und Technik

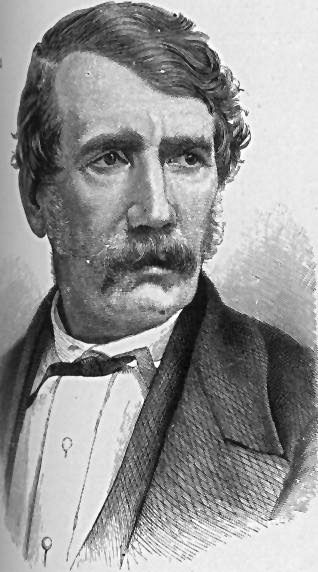
1851: David Livingstone

- 1851: Der Missionar und Afrikaforscher David Livingstone erreicht den Oberlauf des Sambesi.
- 1902: Der Greenwich-Fußgängertunnel unter der Themse, der die beiden Londoner Boroughs Greenwich und Tower Hamlets verbindet, wird eröffnet.
- 1955: Das US-amerikanische Aufklärungsflugzeug Lockheed U-2 absolviert seinen Erstflug.
- 2007: Die NASA-Raumsonde Phoenix, zur Erforschung des Planeten Mars, wird gestartet.

### Kultur
- 1609: Ein Hurrikan über Neuengland, bei dem ein Schiff nahe Bermuda sinkt, inspiriert William Shakespeare zu seinem letzten Stück The Tempest.

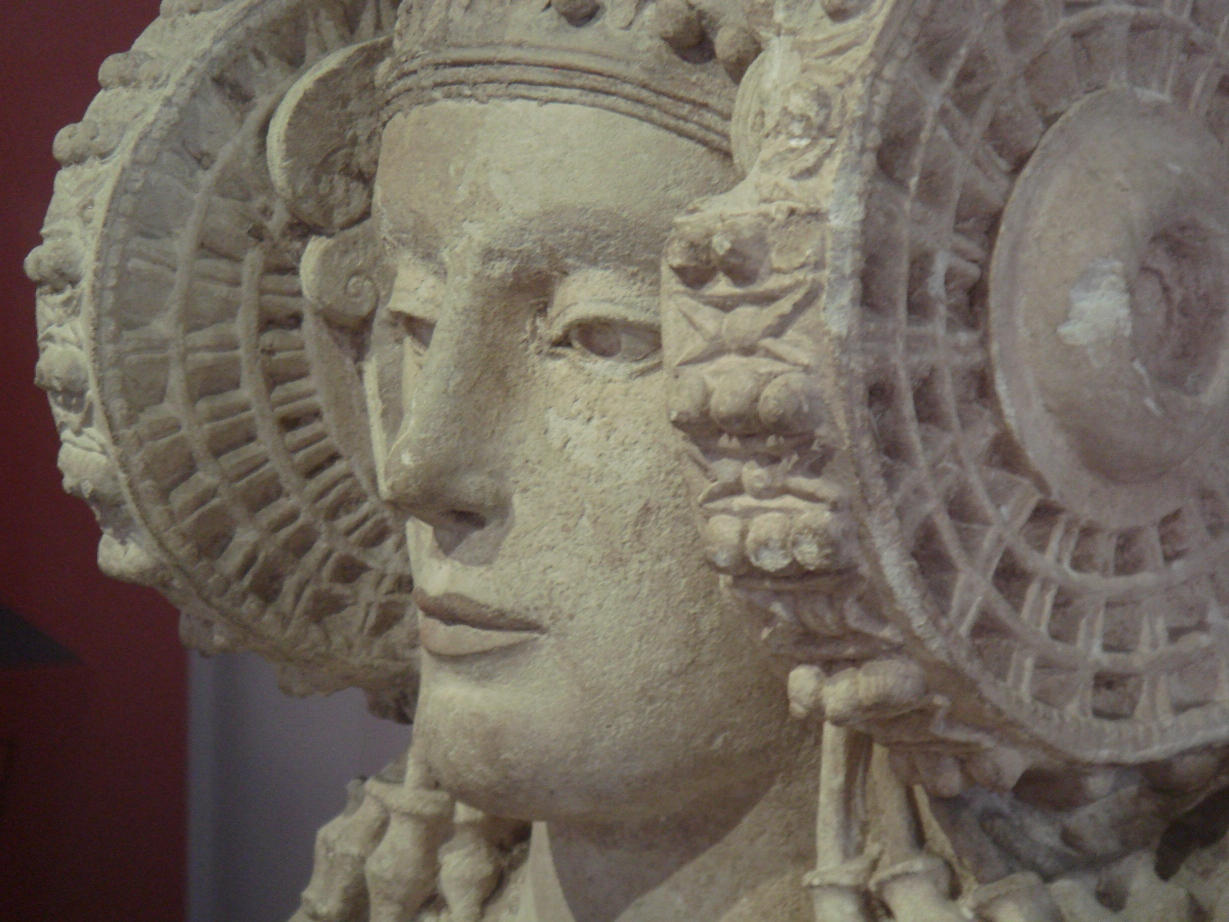
1897: Dama de Elche

- 1897: In Spanien wird durch Zufall die Büste Dama de Elche gefunden, eine Skulptur der Iberer etwa aus dem 5. Jahrhundert v. Chr.
- 1986: Aus der National Gallery of Victoria in Melbourne wird das Bild Die weinende Frau von Pablo Picasso gestohlen. Zu dem Diebstahl bekennt sich eine Gruppe namens Australian Cultural Terrorists, die damit gegen die australische Kulturpolitik protestieren will. Das Bild wird eine Woche später unversehrt wiedergefunden.

### Gesellschaft
- 1782: Wolfgang Amadeus Mozart heiratet Constanze Weber in Wien.

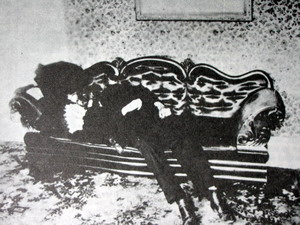
1892: Lizzie Bordens ermordeter Vater

- 1892: In ihrem Haus in Massachusetts werden die verstümmelten Leichen von Lizzie Bordens Eltern aufgefunden. Das führt in der Folge zu einem der berühmtesten Mordprozesse der Kriminalgeschichte.
- 1971: In München begehen Dimitri Todorov und Hans Georg Rammelmayr den ersten Banküberfall mit Geiselnahme in Deutschland. Bei der anschließenden Befreiungsaktion kommen eine Geisel und ein Täter ums Leben.

### Religion
- 1879: Die Enzyklika Aeterni Patris Papst Leos XIII. stellt der „falschen“ Philosophie, die Ursprung privater wie sozialer Übel sei, die „gesunde“ entgegen, die den Glauben vorbereite, seine Annahme als vernünftig erweise, ihn tiefer erfassen lasse und verteidige.
- 1903: Giuseppe Melchiore Sarto wird nach viertägigem Konklave zum Papst gewählt und nimmt den Namen Pius X. an.

### Katastrophen

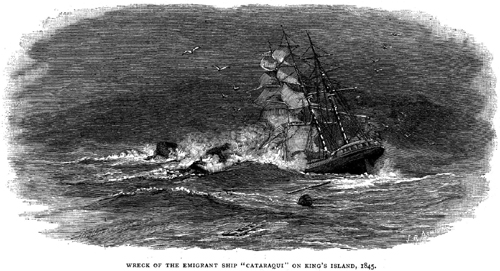
1845: Strandung der Cataraqui

- 1845: Bei der Strandung des britischen Auswandererschiffs Cataraqui an der tasmanischen Insel King Island, der schlimmsten Schiffskatastrophe in der Geschichte Australiens, sterben 399 Passagiere und Besatzungsmitglieder. Nur neun Überlebende können sich retten.
- 1906: Der italienische Passagierdampfer Sirio rammt vor Cabo de Palos an der Südküste Spaniens ein Riff und kentert innerhalb weniger Minuten. 442 Passagiere und Besatzungsmitglieder ertrinken.
- 1917: Beim Bruch der Tigra-Talsperre in Indien gibt es eine Flutwelle, bei der rund 1000 Menschen ums Leben kommen.
- 2020: Bei einer Explosion in Beirut sterben mindestens 207 Menschen und mehr als 6500 Personen werden verletzt.

Kleinere Unglücksfälle sind in den Unterartikeln von Katastrophe und in der Liste von Katastrophen aufgeführt.

### Sport
- 1956: Das Zentralstadion in Leipzig wird mit einer Kapazität von 100.000 Plätzen als bis dahin größtes Stadion der Welt eröffnet.

Einträge von Leichtathletik-Weltrekorden befinden sich unter der jeweiligen Disziplin unter Leichtathletik.

## Geboren

### Vor dem 18. Jahrhundert
- 0583: Theodosios (III.), Sohn des oströmischen Kaisers Maurikios
- 1222: Richard de Clare, 5. Earl of Gloucester, englischer Adeliger
- 1279: Antony Bek, englischer Geistlicher, Bischof von Norwich
- 1290: Leopold I., Herzog von Österreich und Steiermark
- 1337: Louis II. de Bourbon, Herzog von Bourbon, Herr von Mercœur, Graf von Forez
- 1463: Lorenzo di Pierfrancesco de’ Medici, florentinischer Bankier und Politiker

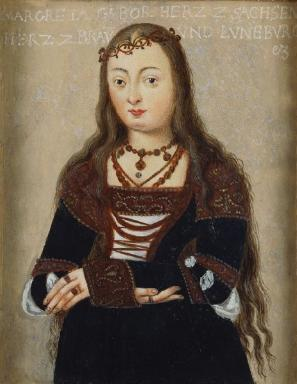
Margarete von Sachsen (* 1469)

- 1469: Margarete von Sachsen, Herzogin von Braunschweig-Lüneburg
- 1470: Lucrezia di Lorenzo de’ Medici, Tochter von Lorenzo den Prächtigen
- 1502: Pieter Coecke van Aelst, flämischer Maler
- 1521: Urban VII., Papst
- 1586: Dorothea von Ahlefeldt, Gutsherrin von Kolmar, Drage, Heiligenstedten und Besitzerin des Schloss Heiligenstedten
- 1604: François Hédelin, französischer Schriftsteller und Theatertheoretiker
- 1610: Cornelis Evertsen der Ältere, niederländischer Vizeadmiral
- 1623: Friedrich Casimir von Hanau, deutscher Adliger
- 1631: Catharina Priggen, Äbtissin des Heideklosters Medingen
- 1647: Giovanni II. Corner, Doge von Venedig
- 1666: Franziska Barbara von Weltz, durch Ehe Gräfin von Hohenlohe, Herrin von Wilhermsdorf
- 1667: Carl Hildebrand von Canstein, brandenburgischer Hofbeamter, Gründer der Cansteinschen Bibelanstalt in Halle
- 1687: Johann Wilhelm Friso, Fürst von Nassau-Dietz, Statthalter von Friesland, Groningen und Drenthe
- 1694: Dominikus Hermengild Herberger, deutscher Bildhauer
- 1696: Christian August, Herzog von Schleswig-Holstein-Sonderburg-Augustenburg

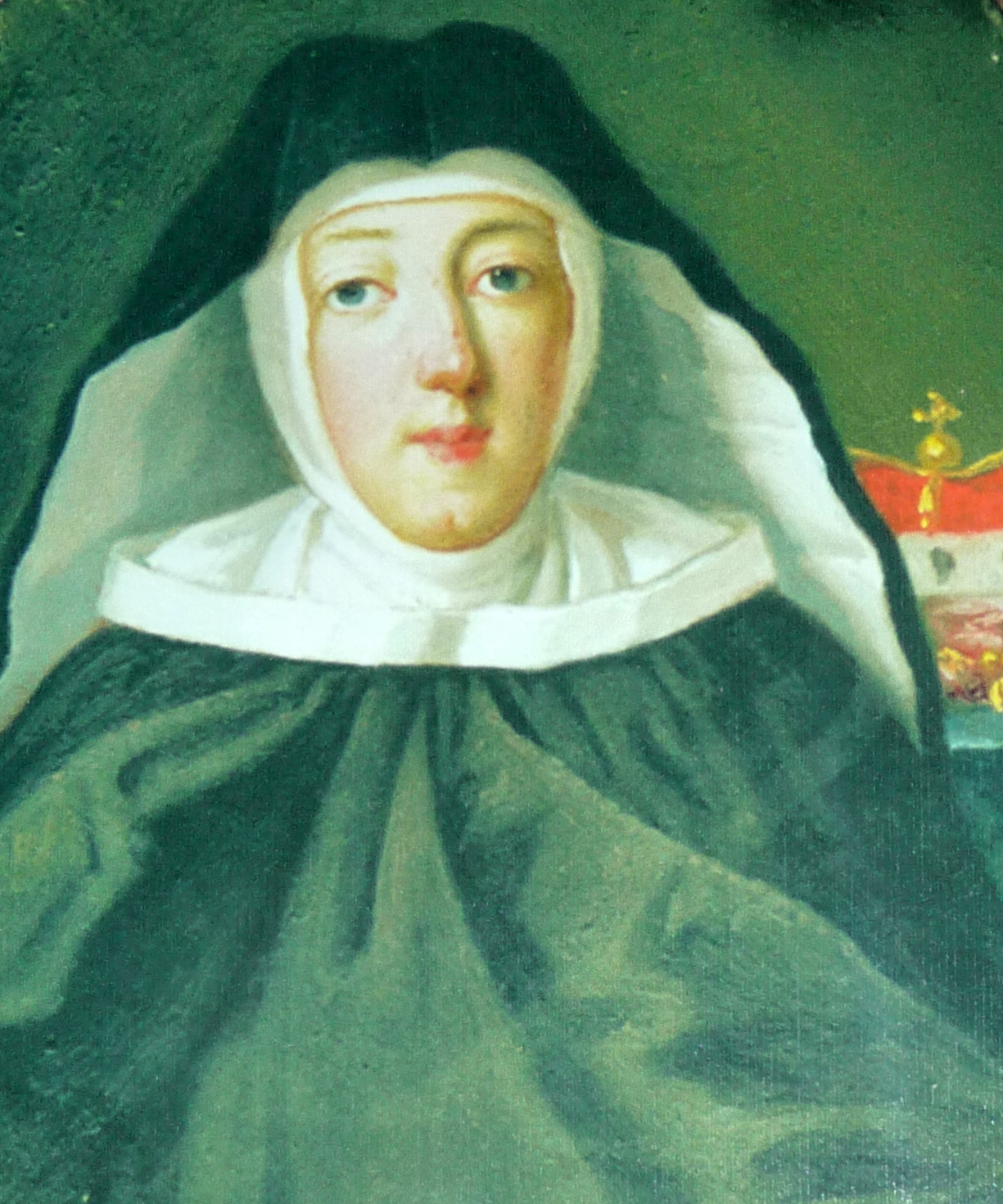
Maria Anna von Bayern (* 1696)

- 1696: Maria Anna von Bayern, bayerische Prinzessin

### 18. Jahrhundert

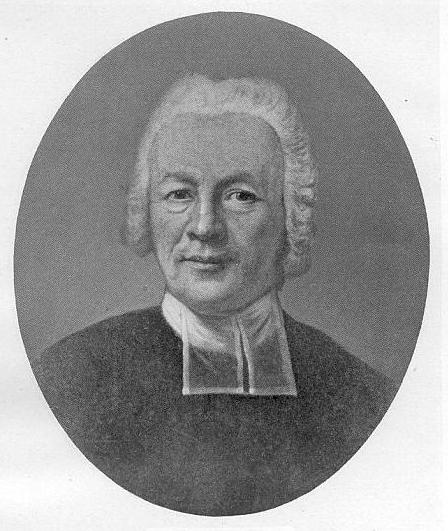
Johann August Ernesti (* 1707)

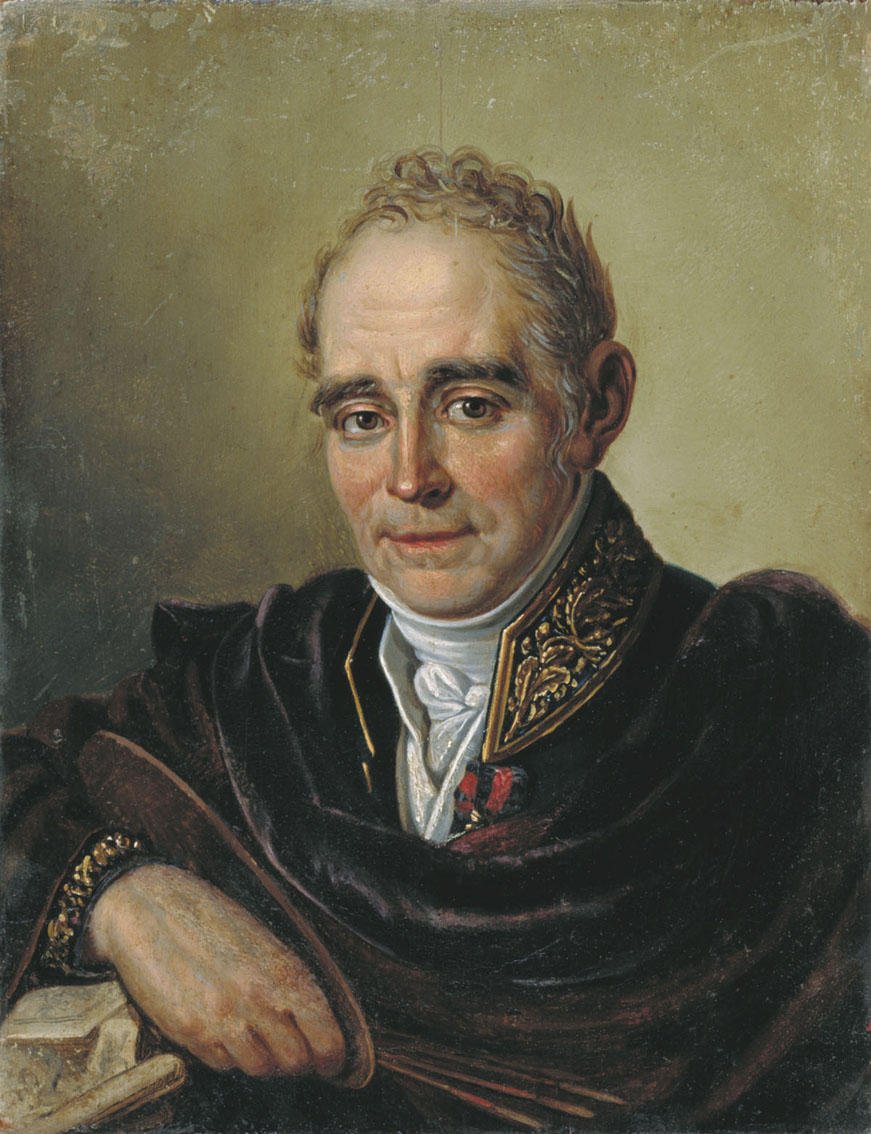
Wladimir Borowikowski (* 1757)

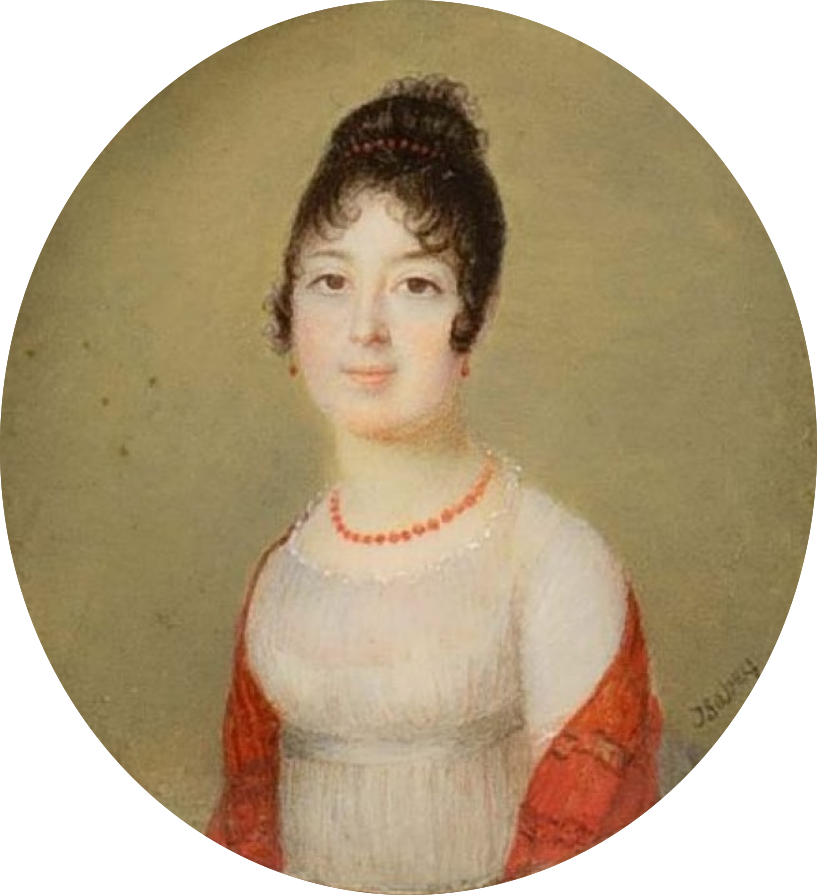
Stéphanie de Tascher de La Pagerie (* 1788)

- 1703: Louis I. de Bourbon, duc d’Orléans, Herzog von Orléans und Herzog von Nemours, Großmeister des Lazarusordens
- 1706: Friedrich Karl, Herzog von Schleswig-Holstein-Sonderburg-Plön
- 1707: Johann August Ernesti, deutscher Theologe und Philologe
- 1708: Christian Schmidt, nassauischer Schreiner
- 1719: Johann Gottlob Lehmann, deutscher Geologe und Mineraloge
- 1720: Samuel Werenfels, Basler Architekt
- 1736: Anton Attems, österreichischer Generalmajor
- 1742: Alexei Wassiljewitsch Naryschkin, russischer Militär, Diplomat, Staatsmann und Autor
- 1747: Henrich Becker, ostfriesischer Kunstmaler
- 1747: Friedrich Ernst von Schauroth, preußischer Generalmajor
- 1748: Maximilian Stadler, österreichischer Komponist, Musikhistoriker und Pianist
- 1755: Nicolas-Jacques Conté, französischer Mechaniker und Maler
- 1756: Jean-Baptiste Nompère de Champagny, französischer Marineoffizier und Staatsmann, Gesandter nach Wien, Minister
- 1757: John James Beckley, erster Leiter der Library of Congress
- 1757: Wladimir Lukitsch Borowikowski, russischer Porträtmaler
- 1765: Evan Evans, britischer Spinnmeister, Maschinenbauer und Unternehmer
- 1765: Claire Lacombe, französische Revolutionärin und Frauenrechtlerin
- 1769: Wassili Petrowitsch Stassow, russischer Baumeister
- 1770: François-Étienne Kellermann, französischer Kavalleriegeneral
- 1786: Ernst von Seherr-Thoß, deutscher Offizier und Gutsbesitzer
- 1788: Richard Clough Anderson, US-amerikanischer Politiker, Mitglied des Repräsentantenhauses, Botschafter in Kolumbien
- 1788: Stéphanie de Tascher de La Pagerie, französische Prinzessin
- 1789: Roch-Ambroise Auguste Bébian, französischer Pädagoge und Autor, beherrschte als erster Hörender die Gebärdensprache
- 1792: Edward Irving, schottischer Prediger, Mitbegründer der katholisch-apostolischen Gemeinden in Großbritannien
- 1792: Friedrich Ludwig Mallet, deutscher Geistlicher
- 1792: Percy Bysshe Shelley, britischer Schriftsteller
- 1794: Josef Proksch, tschechisch-deutscher Komponist
- 1800: Heinrich Graeff, deutscher Rechtsanwalt und Politiker, MdL
- 1800: Ramón María Narváez, spanischer Militär und Politiker, Ministerpräsident

### 19. Jahrhundert

#### 1801–1850

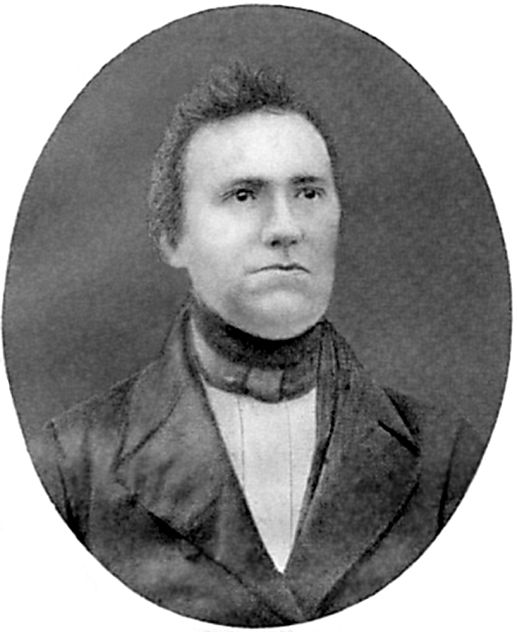
Karl Friedrich Hermann (* 1804)

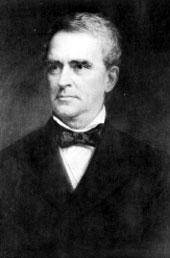
Frederick T. Frelinghuysen (* 1817)

Ottilie Genée (* 1834)

- 1803: Carl Friedrich Meyer, deutscher Arzt und Psychiater
- 1804: Karl Friedrich Hermann, deutscher Altphilologe und Althistoriker:
- 1805: William Rowan Hamilton, britischer Mathematiker
- 1808: Johann Oppolzer, österreichischer Arzt, Internist und Hochschullehrer
- 1809: Samuel Morton Peto, britischer Eisenbahnpionier
- 1811: Jakub Malý, tschechischer Historiker, Schriftsteller und Journalist
- 1813: Alexander von Mensdorff-Pouilly, österreichischer Militär und Staatsmann, Außenminister
- 1813: Franz Wilhelm Schiertz, deutscher Maler und Architekt
- 1815: Carl Reinhold August Wunderlich, deutscher Mediziner
- 1816: Richard Leach Maddox, britischer Arzt, Amateurfotograf und Fotopionier
- 1816: Georg Mickley, deutscher Orgelbauer
- 1817: Frederick T. Frelinghuysen, US-amerikanischer Jurist und Politiker, Attorney General von New Jersey, Senator, Außenminister
- 1820: Pellegrino Artusi, italienischer Literaturkritiker
- 1821: Louis Vuitton, französischer Unternehmer, Gründer und Namensgeber des Unternehmens Louis Vuitton
- 1821: James Springer White, US-amerikanischer Prediger, Mitbegründer der Siebenten-Tags-Adventisten
- 1823: Oliver Hazard Perry Throck Morton, US-amerikanischer Politiker, Gouverneur von Indiana, Senator
- 1825: Domingo Santa María González, chilenischer Politiker, Minister, Staatspräsident
- 1826: Johann Jakob Nater der Ältere, Schweizer Komponist, Organist und Dirigent
- 1834: Ottilie Genée, deutsche Schauspielerin und Sängerin
- 1834: Gaspar Núñez de Arce, spanischer Dichter, Journalist und Politiker
- 1834: John Venn, britischer Mathematiker
- 1837: Peter Dettweiler, deutscher Arzt, Begründer des Sanatoriumswesens in Deutschland
- 1839: Walter Pater, britischer Schriftsteller und Kritiker
- 1841: William Henry Hudson, argentinisch-britischer Ornithologe und Schriftsteller
- 1843: Leo Gans, deutscher Chemiker
- 1847: Caroline Barbey-Boissier, Schweizer Botanikerin und Schriftstellerin
- 1847: Ludwig Salvator von Österreich-Toskana, Erzherzog von Österreich und Prinz von Toskana
- 1850: Eugenio Gignous, italienischer Maler

#### 1851–1900

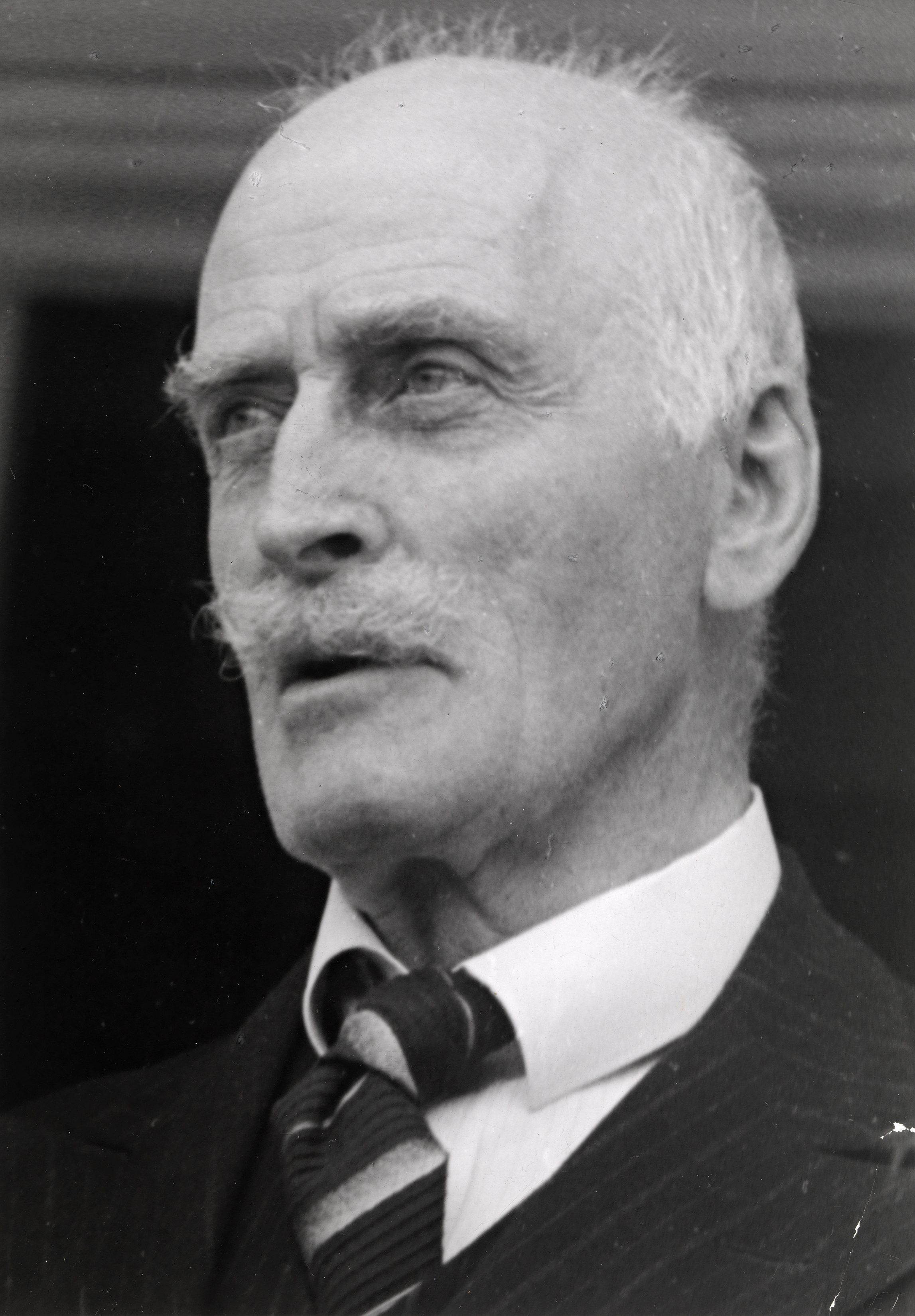
Knut Hamsun (* 1859)
Anna Blos (* 1866)
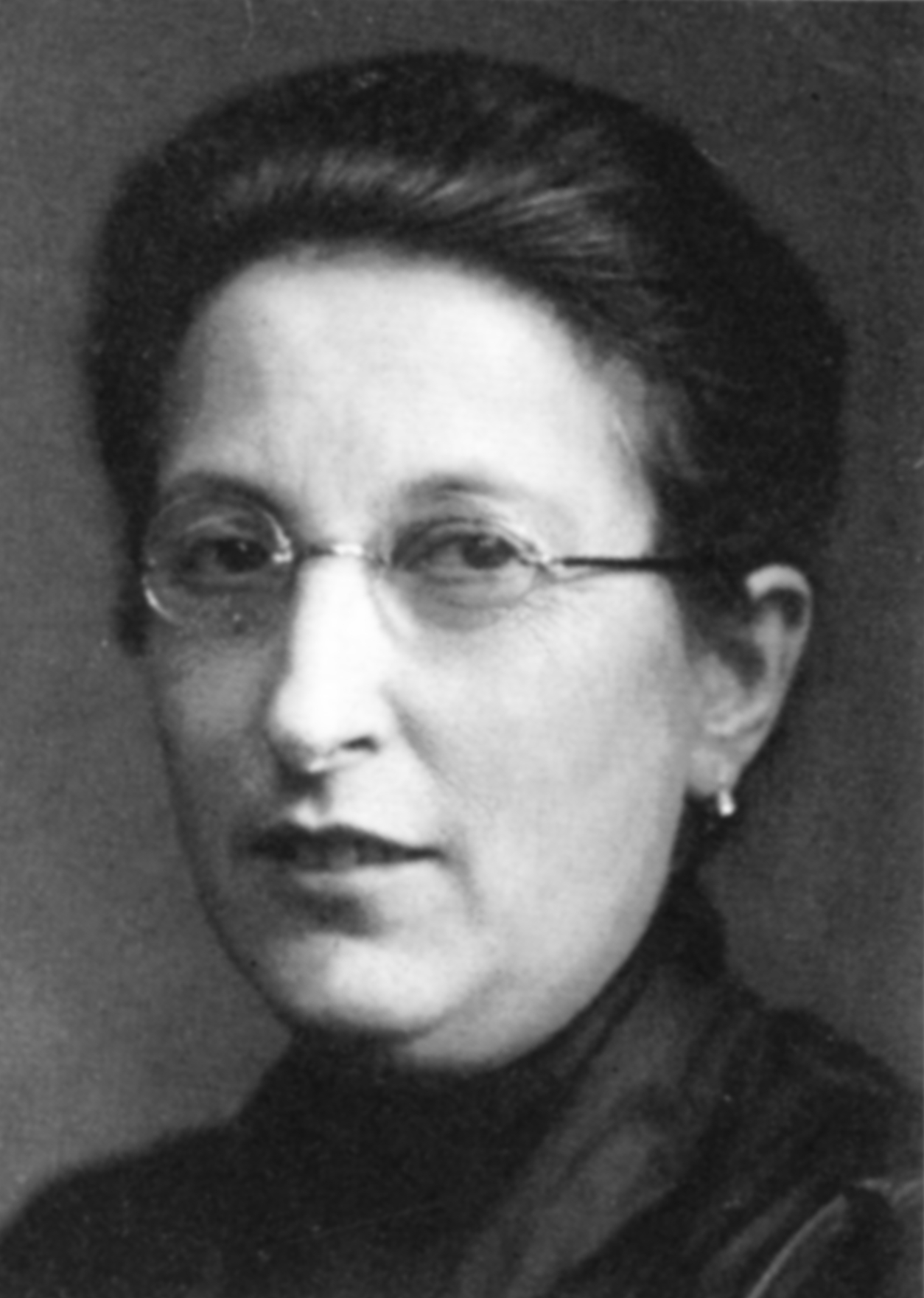
Martha Goldberg (* 1873)
Eleonore Hasenclever (* 1880)

- 1852ː Catharine van Tussenbroek, Niederländische Medizinerin und Autorin, erste Gynäkologin der Niederlande
- 1853: Martha Remmert, deutsche Pianistin, Dirigentin und Musikpädagogin
- 1853: John Henry Twachtman, US-amerikanischer Maler des Impressionismus
- 1858: Josef Armin, österreichischer Komiker, Coupletsänger und Bühnenautor
- 1859: Knut Hamsun, norwegischer Schriftsteller
- 1860: Willem Henri Julius, niederländischer Physiker
- 1861: Josef Andergassen, österreichischer Kunsttischler, Altarbauer und Bildhauer
- 1861: Henry Head, britischer Neurologe
- 1861: Daniel E. Howard, liberianischer Staatspräsident
- 1861: Wilhelm Kükenthal, deutscher Zoologe
- 1861: Jesse Reno, US-amerikanischer Ingenieur
- 1861: Helene Richter, österreichische Anglistin, Holocaustopfer
- 1862: Ludwig Aub, deutscher Buchhändler, Schriftsteller, Graphologe und Hellseher
- 1863: Leona May Peirce, amerikanische Mathematikerin
- 1866: Anna Blos, deutsche Politikerin, Abgeordnete der Weimarer Nationalversammlung
- 1867: Jake Beckley, US-amerikanischer Baseballspieler
- 1868: Joseph Oppenhoff, deutscher Jurist
- 1870: Oscar Ameringer, deutsch-US-amerikanischer Tischler, Musiker, Redakteur und Politiker
- 1872: Anton Baumstark junior, deutscher Orientalist und Liturgiewissenschaftler
- 1872: Otto Erler, deutscher Dramatiker
- 1872: Benedikt Schmittmann, deutscher Sozialwissenschaftler
- 1873: Martha Goldberg, deutsche, sozial engagierte Frau und jüdisches NS-Opfer der Reichspogromnacht
- 1874: Patrick Philbin, britischer Tauzieher
- 1875: Siegfried Grzymisch, deutscher Bezirksrabbiner

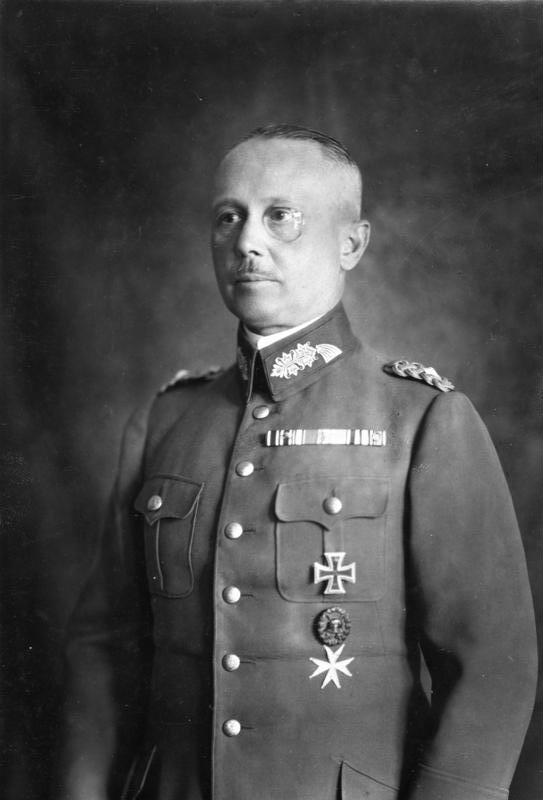
Werner von Fritsch (* 1880)
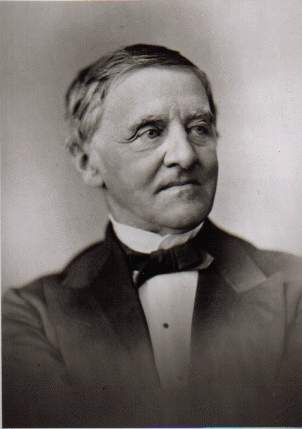
Samuel J. Tilden (* 1886)
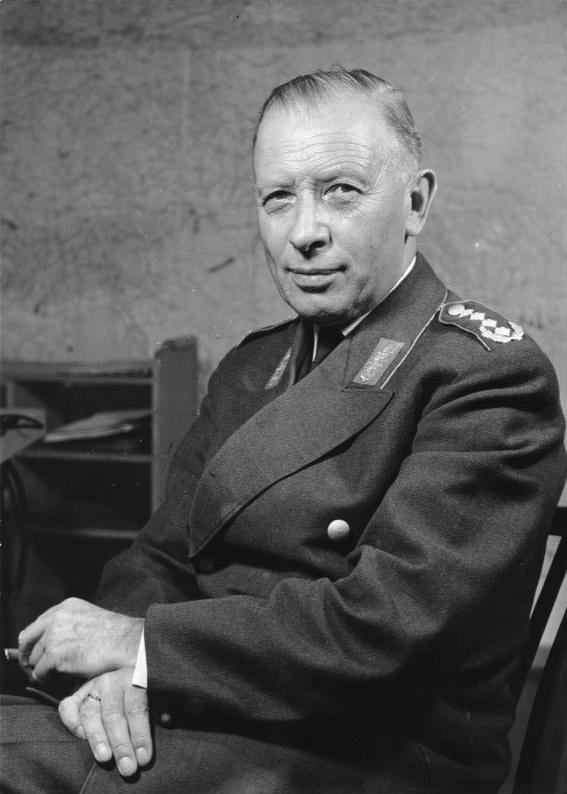
Adolf Heusinger (* 1897)
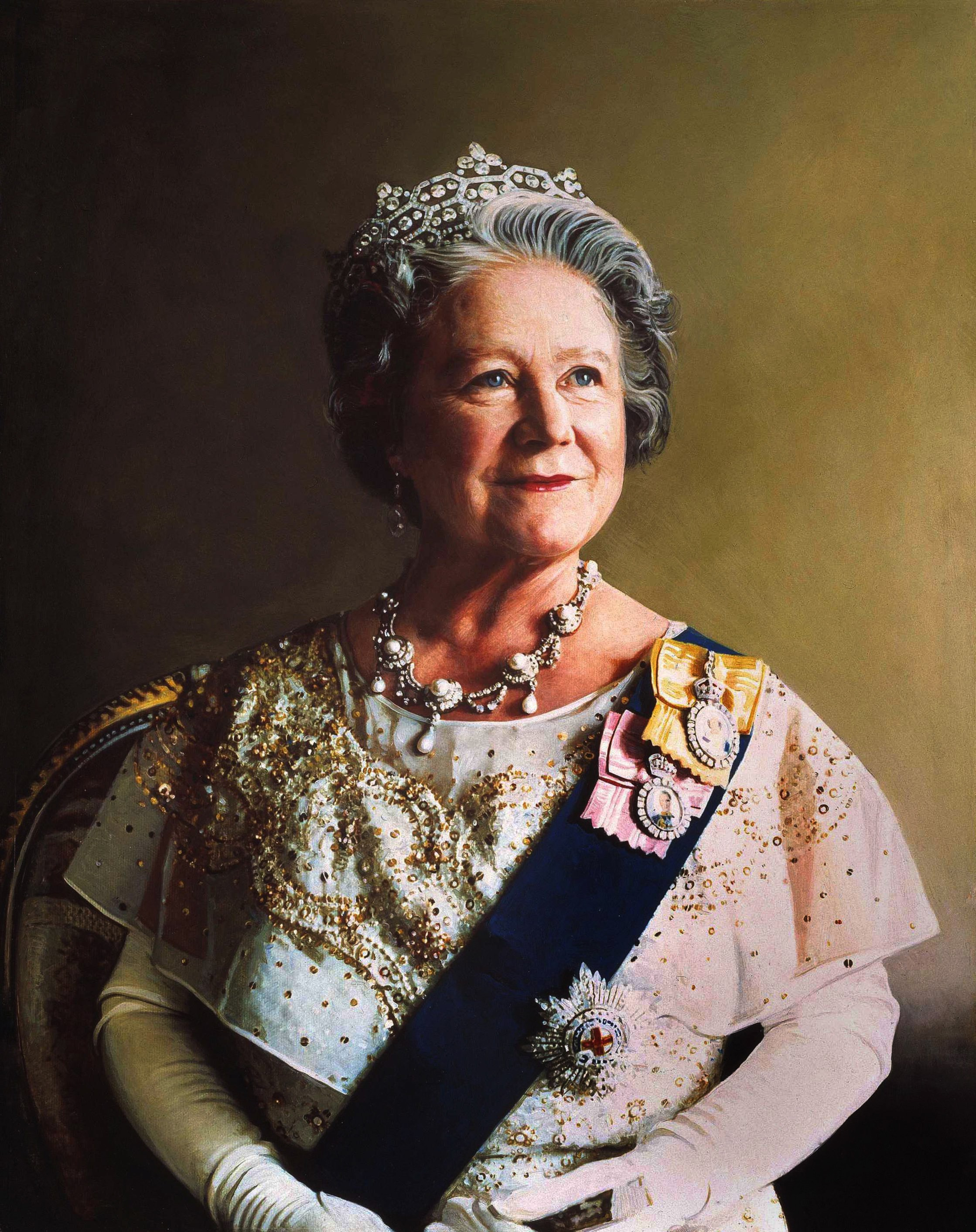
Elizabeth Bowes-Lyon (* 1900)

- 1876: Otto Gröger, Schweizer Sprachwissenschaftler
- 1878: Robert Aumüller, deutscher Manager
- 1879: Alfred Kienast, Schweizer Mathematiker und Hochschullehrer
- 1880: Werner von Fritsch, deutscher Offizier
- 1880: Eleonore Noll-Hasenclever, deutsche Alpinistin
- 1881: Wenzel Hablik, deutscher Maler, Graphiker und Kunsthandwerker
- 1882: Leonhard Adler, österreichisch-deutscher Ingenieur, Politiker und Arbeiterpriester
- 1882: Alfred Richard Meyer, deutscher Schriftsteller
- 1883: Sofie Christmann, deutsche Politikerin
- 1883: René Schickele, deutsch-französischer Schriftsteller, Essayist und Übersetzer
- 1884: Béla Balázs, ungarischer Filmkritiker und Ästhetiker, Schriftsteller und Dichter
- 1884ː Emily Helen Butterfield,  US-amerikanische Frauenrechtlerin, Architektin, Künstlerin
- 1884: Henri Cornet, französischer Radrennfahrer
- 1886: Emma Streit, deutsche Malerin
- 1886: Samuel J. Tilden, US-amerikanischer Politiker, Präsidentschaftskandidat
- 1887: Ernst Rattenhuber, deutscher Politiker
- 1888: Heinrich Pellenz, deutscher Unternehmer
- 1889: Ludwig Anschütz, deutscher Chemiker und Professor
- 1889: William Keighley, US-amerikanischer Regisseur
- 1890: Erich Weinert, deutscher Schriftsteller
- 1890: Albert Wigand, deutscher Zeichner, Collagist und Maler
- 1891: Otto Haupt, deutscher Architekt, Kunstgewerbler und Hochschullehrer
- 1891: Max Thomas, deutscher Arzt, SS-General, General der Polizei, Einsatzgruppenleiter
- 1892: Johanna Bordewijk-Roepman, niederländische Komponistin
- 1892: Martha Schmidtmann, deutsche Medizinerin
- 1893: Herman A. Affel, US-amerikanischer Elektrotechniker, Miterfinder des Koaxialkabels
- 1897: Erich Bloch, deutscher Jurist, Literaturwissenschaftler, Journalist, Landwirt und Schriftsteller
- 1897: Adolf Heusinger, deutscher General
- 1898: Edith Dettmann, deutsche Malerin
- 1898: Rudolf Kellerhals, Schweizer Jurist
- 1899: Walter Rafelsberger, österreichischer SS-Führer und Staatskommissar
- 1900: Elizabeth Bowes-Lyon, britische Königinmutter
- 1900: Anneliese Würtz, deutsche Schauspielerin und Synchronsprecherin

### 20. Jahrhundert

#### 1901–1925
- 1901: Renato Angiolillo, italienischer Journalist, Politiker und Filmregisseur

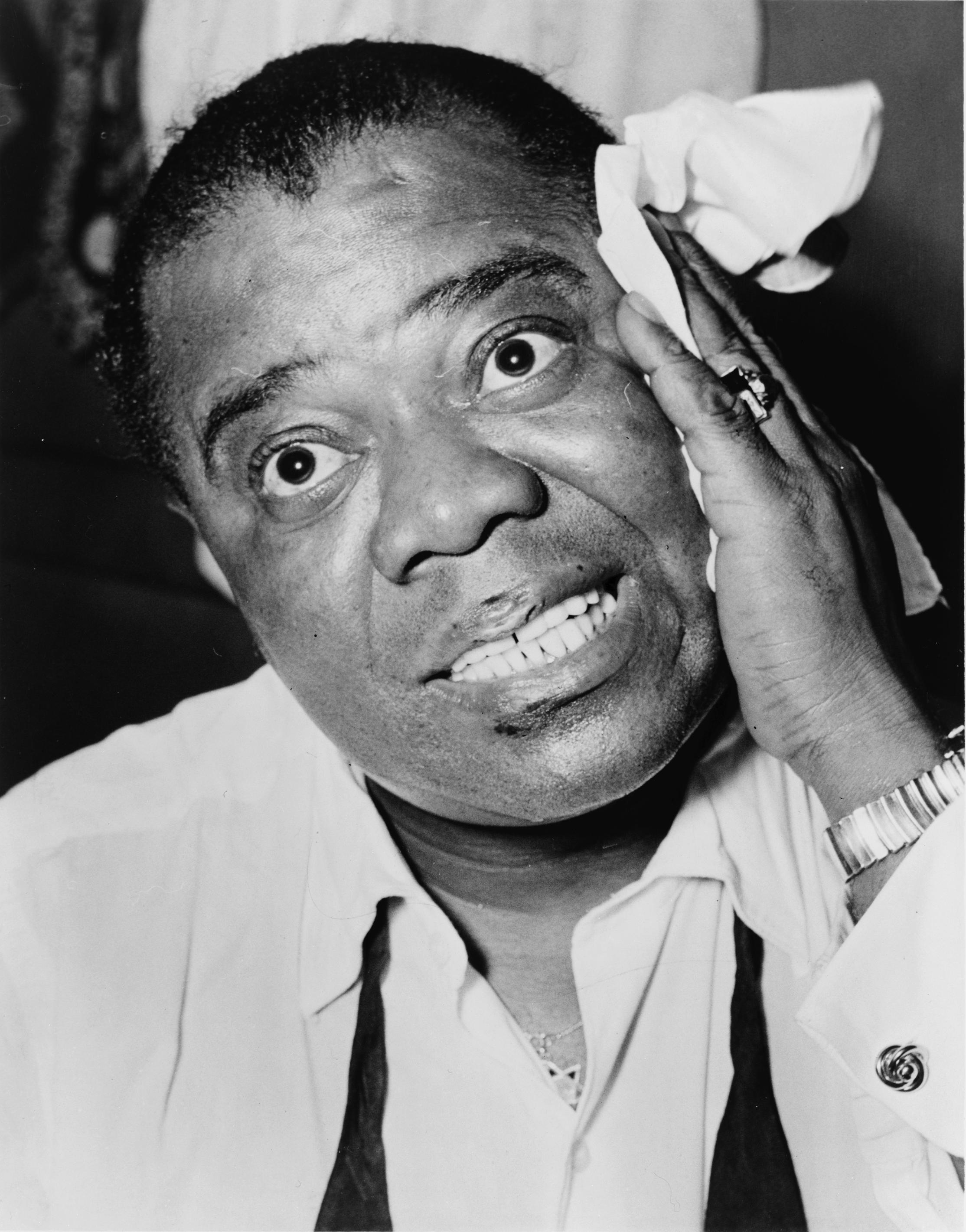
Louis Armstrong (* 1901)

- 1901: Louis Armstrong, US-amerikanischer Jazzmusiker und Sänger
- 1902: Hela Gruel, deutsche Schauspielerin
- 1902: Robert Mazaud, französischer Automobilrennfahrer
- 1903: Bruno Gleitze, deutscher Wirtschaftswissenschaftler, Hochschullehrer und Politiker
- 1903: Hans-Christoph Seebohm, deutscher Politiker, MdL, MdB, Bundesminister
- 1904: Max Fourny, französischer Verleger, Kunstsammler und Automobilrennfahrer
- 1904: Christian-Jaque, französischer Regisseur
- 1904: Witold Gombrowicz, polnischer Schriftsteller
- 1905: Martin Gauger, deutscher Jurist und Pazifist, verweigerte den Treueid auf Adolf Hitler
- 1906: Hans Max von Aufseß, deutscher Schriftsteller
- 1906: Marie José von Belgien, Tochter des belgischen Königs Albert I.
- 1906: Julius Madritsch, österreichischer Judenretter, Gerechter unter den Völkern
- 1906: Eugen Schuhmacher, deutscher Zoologe
- 1907: Erik Amburger, deutscher Osteuropahistoriker
- 1907: Hanna Kobylinski, dänische Historikerin
- 1907ː Mary Medd, britische Architektin
- 1908: Gertraud Herzger von Harlessem, deutsche Künstlerin und Vertreterin der Klassischen Moderne
- 1908: Wilhelm Keilmann, deutscher Pianist, Kapellmeister und Komponist
- 1909: Roberto Burle Marx, brasilianischer Landschaftsarchitekt, Pflanzensammler und Maler
- 1909: Eva Kemlein, deutsche Fotografin
- 1909: Glenn Cunningham, US-amerikanischer Leichtathlet
- 1909: Otto Steiger, Schweizer Schriftsteller
- 1909: Saunders Mac Lane, US-amerikanischer Mathematiker
- 1910: Albert Debille, französischer Automobilrennfahrer
- 1910: Selina Chönz, Schweizer Autorin
- 1910: Anita Page, US-amerikanische Schauspielerin
- 1910: William Schuman, US-amerikanischer Komponist
- 1911: Siegfried Lauffer, deutscher Althistoriker
- 1912: David Raksin, US-amerikanischer Filmmusik-Komponist

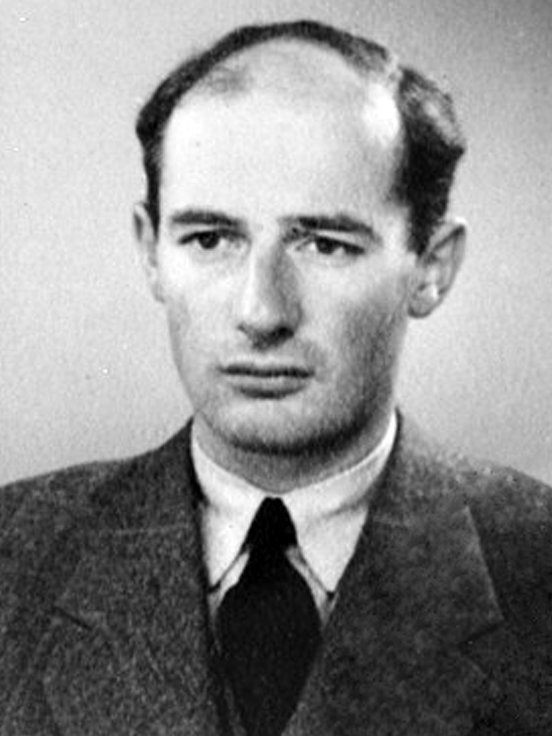
Raoul Wallenberg (* 1912)

- 1912: Raoul Wallenberg, schwedischer Diplomat, Retter ungarischer Juden während des Holocausts
- 1913: Adrian Quist, australischer Tennisspieler
- 1913: Karl August Bettermann, deutscher Jurist
- 1913: Ilse Totzke, deutsche Musikerin, Widerstandskämpferin, Gerechte unter den Völkern
- 1914: Edward N. Hall, US-amerikanischer General, Ingenieur und Initiator des US-Raketenprogramms Minuteman
- 1914: Helly Möslein, österreichische Kabarettistin
- 1915: Gerhild Diesner, österreichische Malerin
- 1915: Loni Nest, deutsche Schauspielerin
- 1916: Heinz Lanker, deutscher Schauspieler
- 1916: Franz Mandl, österreichischer Fußballspieler
- 1917: John Fitch, US-amerikanischer Automobilrennfahrer
- 1917: Karl Wlaschek, österreichischer Unternehmer
- 1918: Claus Holm, deutscher Schauspieler
- 1918: Hans Abich, deutscher Filmproduzent und Rundfunkpublizist
- 1919: Emmy Lopes Dias, niederländische Schauspielerin
- 1920: Rudolf Rolfs, deutscher Satiriker und Theaterleiter

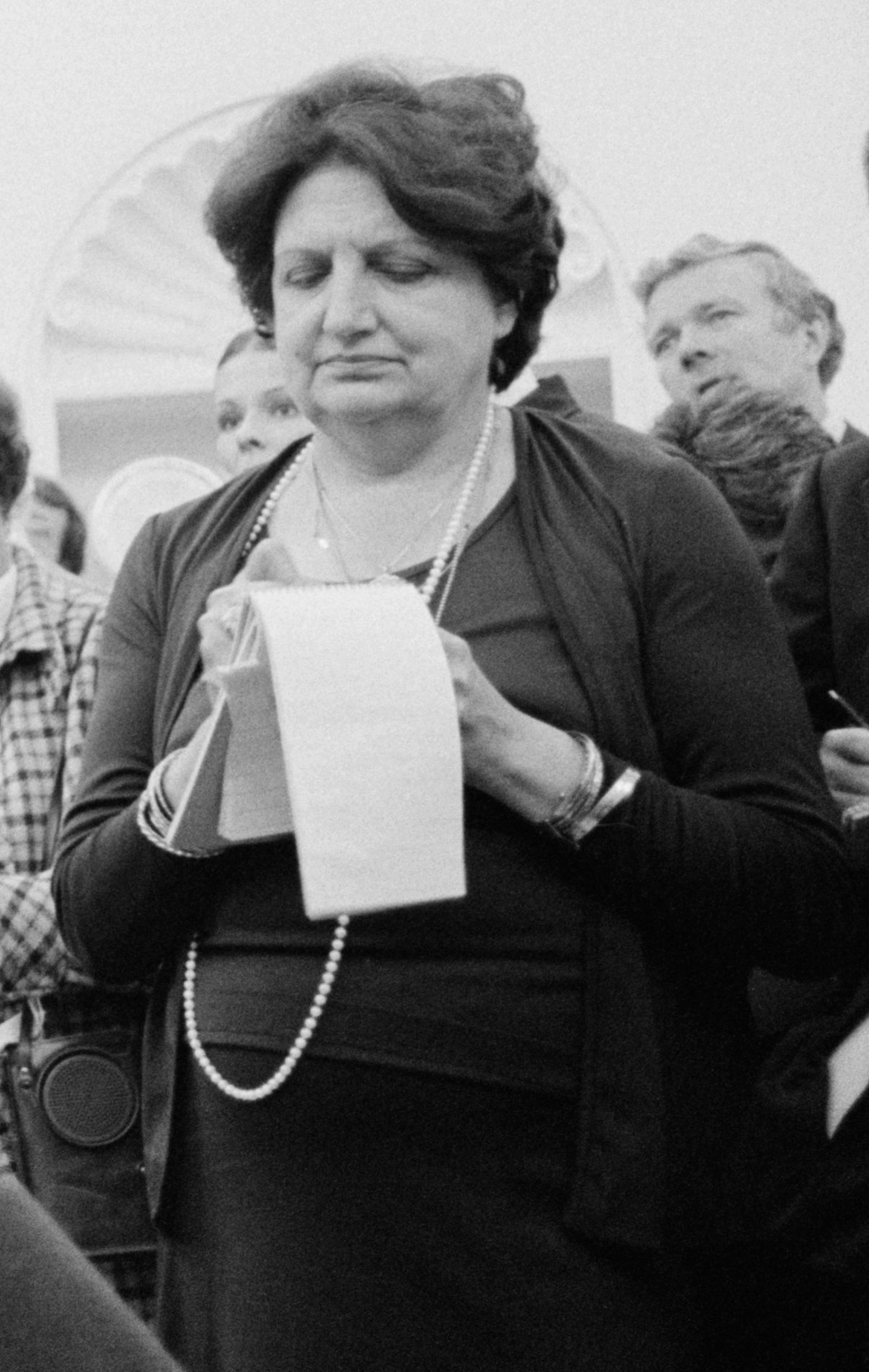
Helen Thomas (* 1920)

- 1920: Helen Thomas, US-amerikanische Journalistin
- 1921: Herb Ellis, US-amerikanischer Jazzmusiker
- 1921: Maurice Richard, kanadischer Eishockeyspieler
- 1922: Heinz Alt, deutscher Komponist, Opfer des NS-Regimes
- 1922: Georg Auer, österreichischer Journalist
- 1922: Luis Aponte Martínez, puerto-ricanischer Erzbischof von San Juan und Kardinal
- 1922: Martel Wiegand, deutsche Hochschullehrerin, Illustratorin und Objektkünstlerin
- 1923: Reg Grundy, australischer Unternehmer
- 1923: Franz Karl Stanzel, österreichischer Anglist und Literaturwissenschaftler
- 1924: Erik Ågren, finnlandschwedischer Schriftsteller und Dichter
- 1924: Dom Um Romão, brasilianischer Schlagzeuger und Perkussionist
- 1925: Renato Olivieri, italienischer Kriminalautor
- 1925: Kurt Vogelsang, deutscher Politiker, MdB

#### 1926–1950

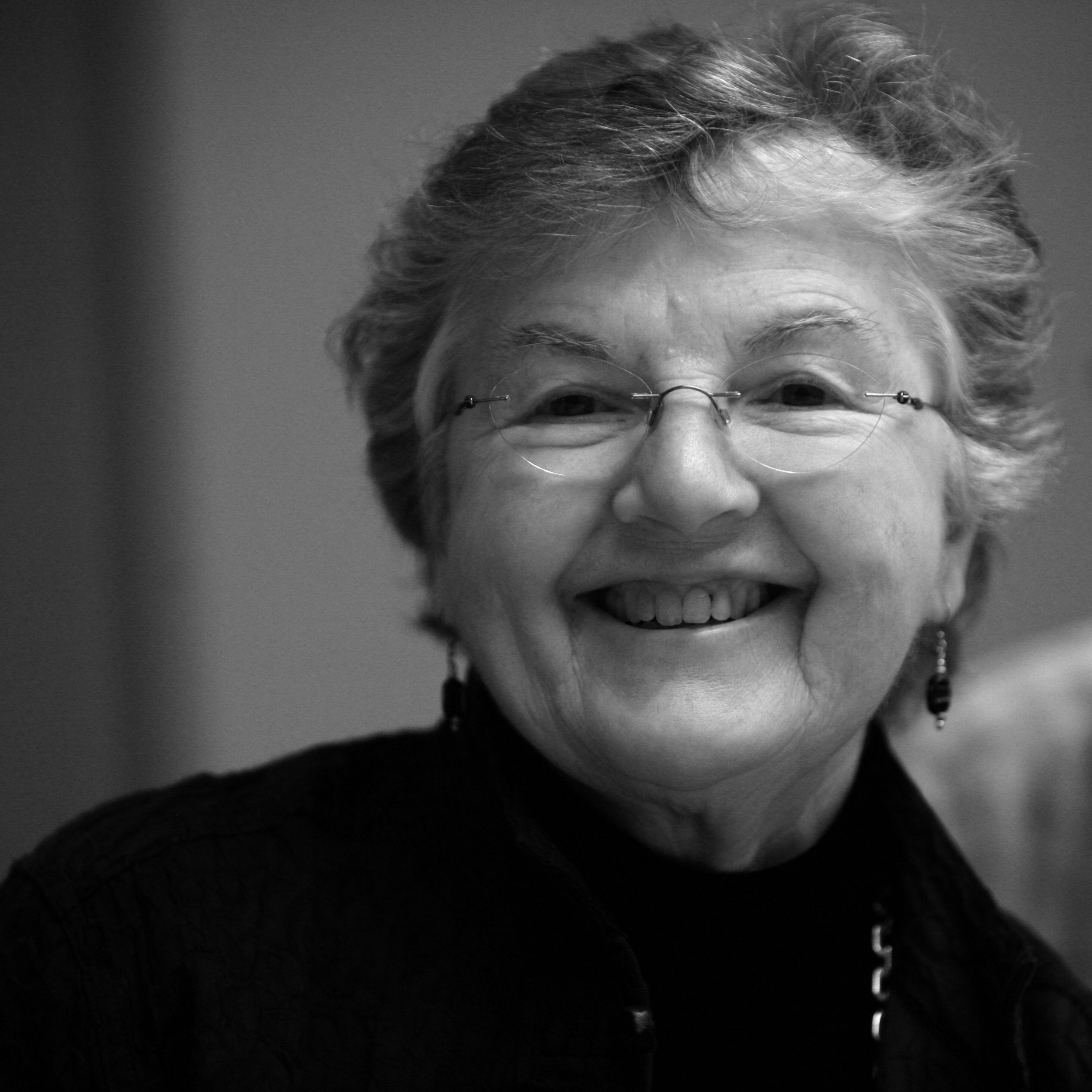
Frances E. Allen (* 1932)

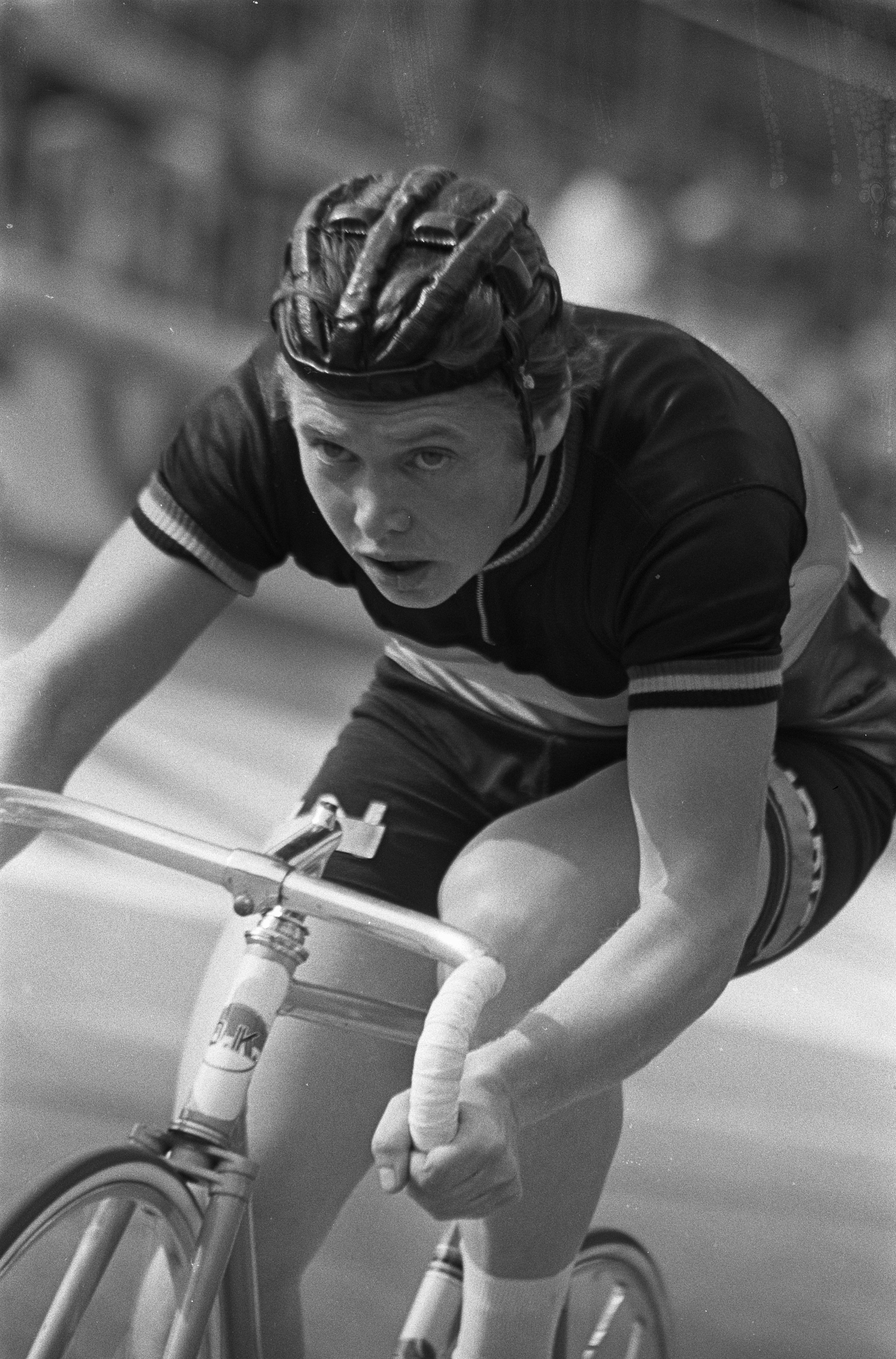
Yvonne Reinders (* 1937)

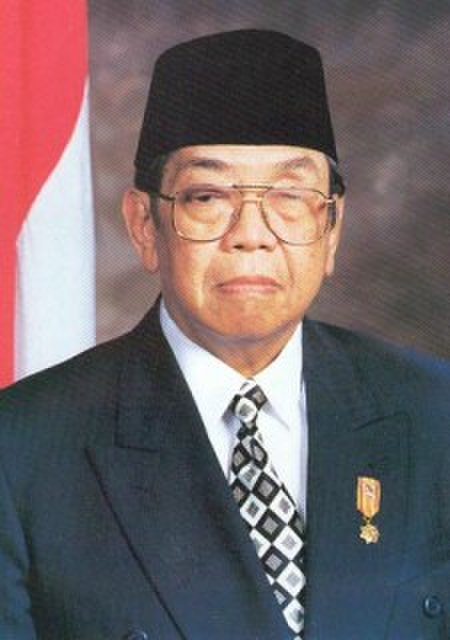
Abdurrahman Wahid (* 1940)

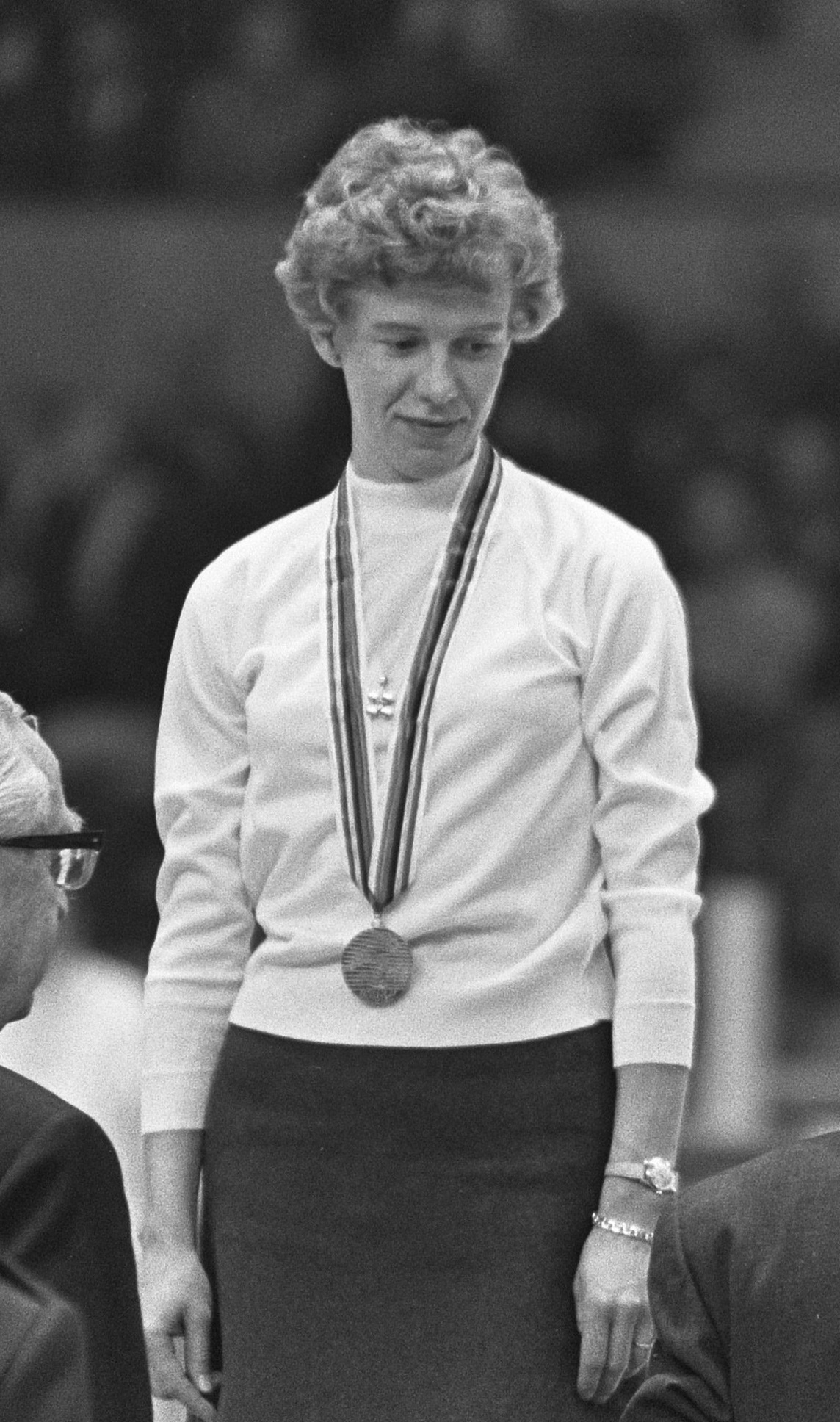
Kaija Mustonen (* 1941)

- 1926: Werner Koch, deutscher Schriftsteller
- 1926: Catherine Paysan, französische Schriftstellerin
- 1927: Brigitte Stoll, deutsche Politikerin, MdL
- 1927: Jess Thomas, US-amerikanischer Heldentenor
- 1928: Angie E. Brooks, liberianische Diplomatin und Juristin
- 1928: Gerard Damiano, US-amerikanischer Filmregisseur
- 1929: Kishore Kumar, indischer Schauspieler und Drehbuchautor, Regisseur und Produzent
- 1930: Ali as-Sistani, schiitischer Geistlicher im Irak
- 1930: Jeanne Carmen, US-amerikanische Schauspielerin
- 1930: Carlfriedrich Claus, deutscher Grafiker und Lyriker
- 1930: Götz Friedrich, deutscher Regisseur und Theaterleiter
- 1931: Paul Avrich, US-amerikanischer Historiker
- 1931: Viktor Lukas, deutscher Organist und Hochschullehrer
- 1932: Frances E. Allen, US-amerikanische Informatikerin
- 1932: Hans-Jürgen Fröhlich, deutscher Schriftsteller
- 1932: Guillermo Mordillo, argentinischer Cartoonist
- 1932: Sabine Thalbach, deutsche Schauspielerin
- 1933: Lothar Knörzer, deutscher Leichtathlet, Olympiamedaillengewinner
- 1933: Sonny Simmons, US-amerikanischer Jazzmusiker
- 1934: Andrea Bodó, ungarische Turnerin
- 1936: Claude Ballot-Léna, französischer Automobilrennfahrer
- 1936: Mani Matter, Schweizer Mundart-Liedermacher und Jurist
- 1937: Richard Lee Armstrong, kanadischer Geologe und Geochemiker
- 1937: David Bedford, britischer Komponist, Dirigent und Musikarrangeur
- 1937: Yvonne Reynders, belgische Radrennfahrerin
- 1938: Mapita Cortés, puerto-ricanische Schauspielerin
- 1938: Bernd Wiesemann, deutscher Komponist und Pianist, Musikpädagoge und Konzeptkünstler
- 1940: Coriún Aharonián, uruguayischer Komponist und Musiker
- 1940: Herwig Nachtmann, österreichischer Verleger
- 1940: Abdurrahman Wahid, indonesischer Staatspräsident
- 1941: Kaija Mustonen, finnische Eisschnellläuferin
- 1941: Ted Strickland, US-amerikanischer Politiker
- 1941: Timi Yuro, US-amerikanische Sängerin
- 1942: Hannelore Brüning, deutsche Politikerin, MdL
- 1942: Don S. Davis, US-amerikanischer Schauspieler
- 1942: David Lange, neuseeländischer Premierminister
- 1942: Walter Stürm, Schweizer Ausbrecherkönig
- 1942: Gunter Thielen, deutscher Vorstandsvorsitzender der Bertelsmann AG
- 1943: Bernd A. Laska, deutscher philosophischer Schriftsteller
- 1943ː Margaret Lee, britische Schauspielerin
- 1943: Barbara Saß-Viehweger, deutsche Notarin, Rechtsanwältin und Politikerin, MdL
- 1943: Gerd Tenzer, deutscher Manager und Verbandsfunktionär
- 1943: Bjørn Wirkola, norwegischer Skispringer

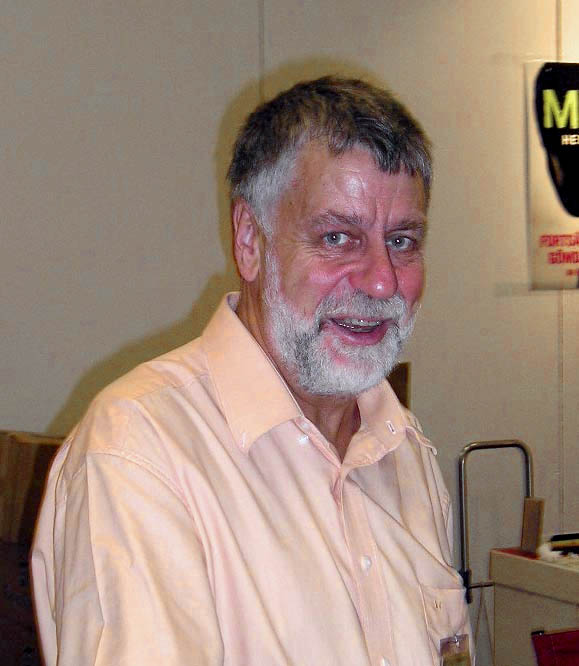
Björn Hellberg (* 1944)

- 1944: Richard Belzer, US-amerikanischer Schauspieler und Komiker
- 1944: Orhan Gencebay, türkischer Musiker und Produzent
- 1944: Barbara Wittig, deutsche Politikerin, MdL, MdB
- 1945: Martine de Cortanze, französische Rallye-, Enduro- und Powerboatfahrerin sowie Journalistin und Autorin
- 1945: Corrado Dal Fabbro, italienischer Bobfahrer
- 1945: Sabine Kaspereit, deutsche Politikerin, MdB
- 1945: Zbigniew Łój, polnischer Hockeytorwart
- 1945: Paul McCarthy, US-amerikanischer Aktionskünstler
- 1945: Mario Prosperi, Schweizer Fussballtorhüter
- 1945: Richard Weize, deutscher Plattenlabelbetreiber
- 1946: Uri Mayer, kanadischer Dirigent und Violinist
- 1946: Günter Ullmann, deutscher Lyriker
- 1946: Monika Völlmeke, deutsche Juristin
- 1947: Hubert Ingraham, bahamesischer Regierungschef
- 1947: Klaus Schulze, deutscher Musiker
- 1948: Klaus Aktories, deutscher Mediziner und Pharmakologe
- 1949: Josef Kraus, deutscher Lehrer, Präsident des Lehrerverbandes
- 1949: Iver Schriver, dänischer Fußballspieler
- 1950: Giulia Follina, deutsche Schauspielerin
- 1950: Danny Williams, kanadischer Politiker
- 1950: István Jónyer, ungarischer Tischtennisspieler
- 1950: Jacqueline Stedall, britische Mathematikhistorikerin

#### 1951–1975
- 1951: Ulrich Dopatka, deutscher Sachbuchautor
- 1951: Miroslav Martinjak, kroatischer Organist, Komponist und Kirchenmusiker
- 1952: Moya Brennan, irische Sängerin
- 1952: Gábor Demszky, ungarischer Politiker
- 1952: Kristoffer Tabori, US-amerikanischer Bühnenschauspieler
- 1953: Siegfried Balleis, deutscher Kommunalpolitiker, Oberbürgermeister von Erlangen
- 1953: Hasse Borg, schwedischer Fußballspieler
- 1953: Antonio Tajani, italienischer Politiker
- 1954: Yahya Atan, malaysischer Hockeyspieler
- 1954: Anatolij Kinach, ukrainischer Vizepremierminister

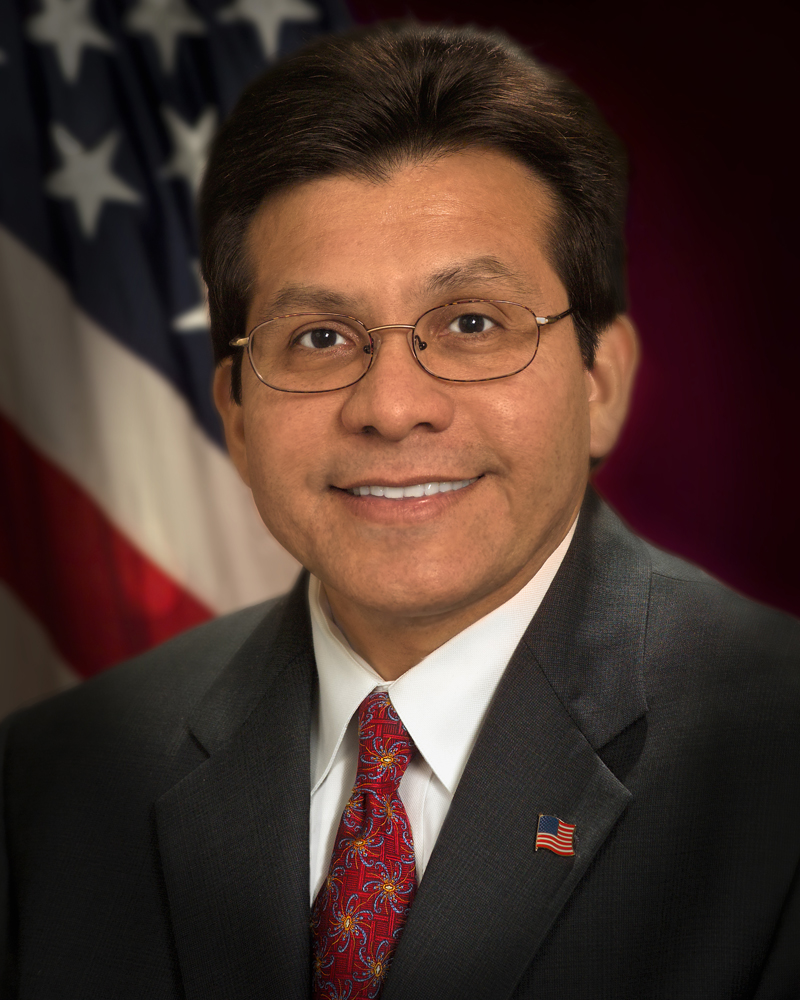
Alberto R. Gonzales (* 1955)

- 1955: Alberto R. Gonzales, US-amerikanischer Anwalt und Politiker
- 1955: Billy Bob Thornton, US-amerikanischer Schauspieler
- 1956: Frederic Glesser, US-amerikanischer Komponist
- 1956: Hans Hasebos, niederländischer Jazzvibraphonist
- 1957: Olaf Beyer, deutscher Leichtathlet
- 1957: Peter Frey, deutscher Journalist
- 1957: Stefan Lübbe, deutscher Verleger
- 1957: Arto Tunçboyacıyan, türkischer Schlagzeuger und Bandleader

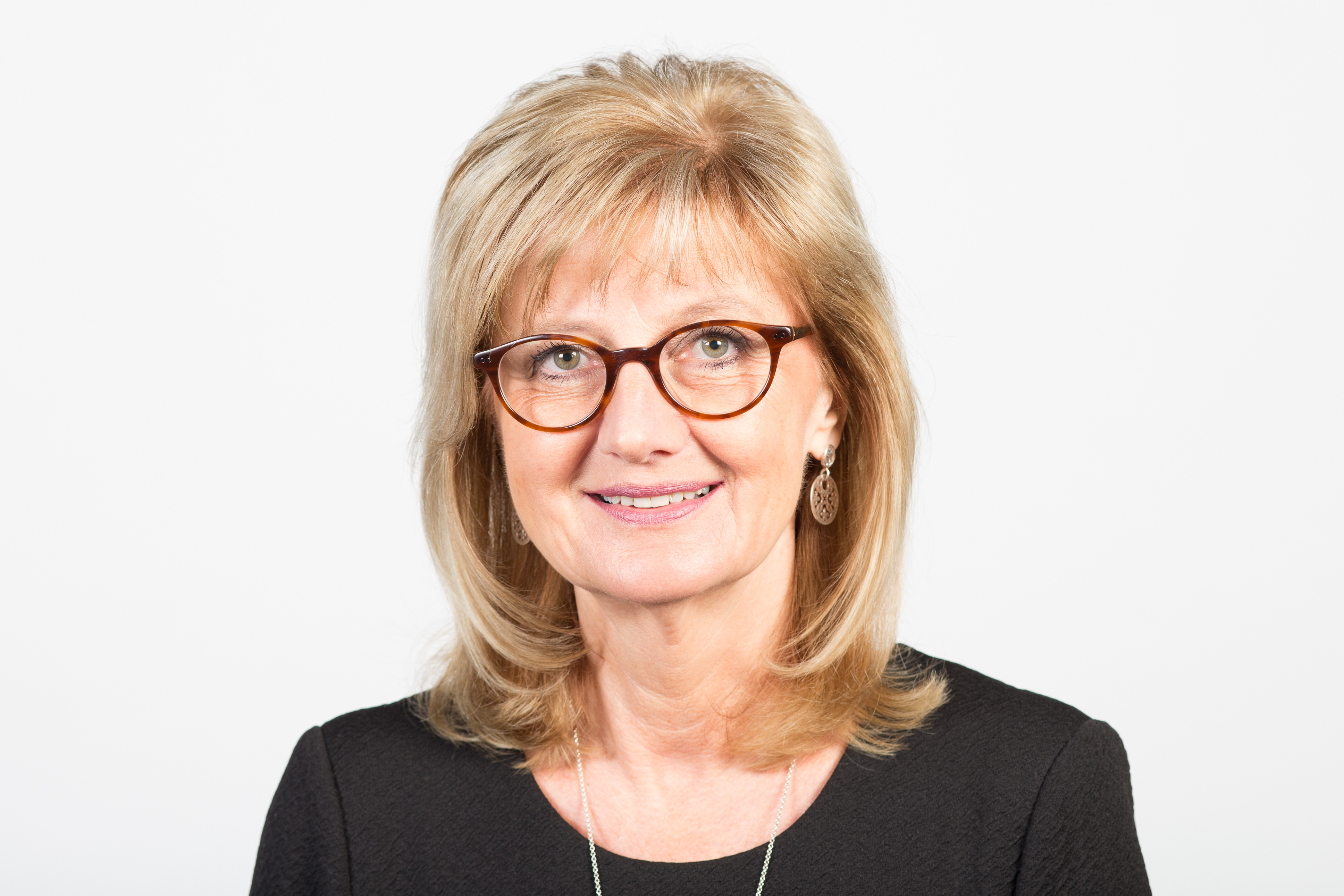
Andrea Dombois (* 1958)

- 1958: Andrea Dombois, deutsche Politikerin, MdL, Vizepräsidentin des sächsischen Landtages
- 1958: Liao Yiwu, chinesischer Schriftsteller, Dichter und Musiker
- 1959: Anthony Radziwill, schweizerisch-US-amerikanischer Filmemacher und Emmy-Preisträger
- 1960: Dean Malenko, US-amerikanischer Wrestler
- 1960: José Luis Rodríguez Zapatero, spanischer Jurist und ehemaliger Ministerpräsident

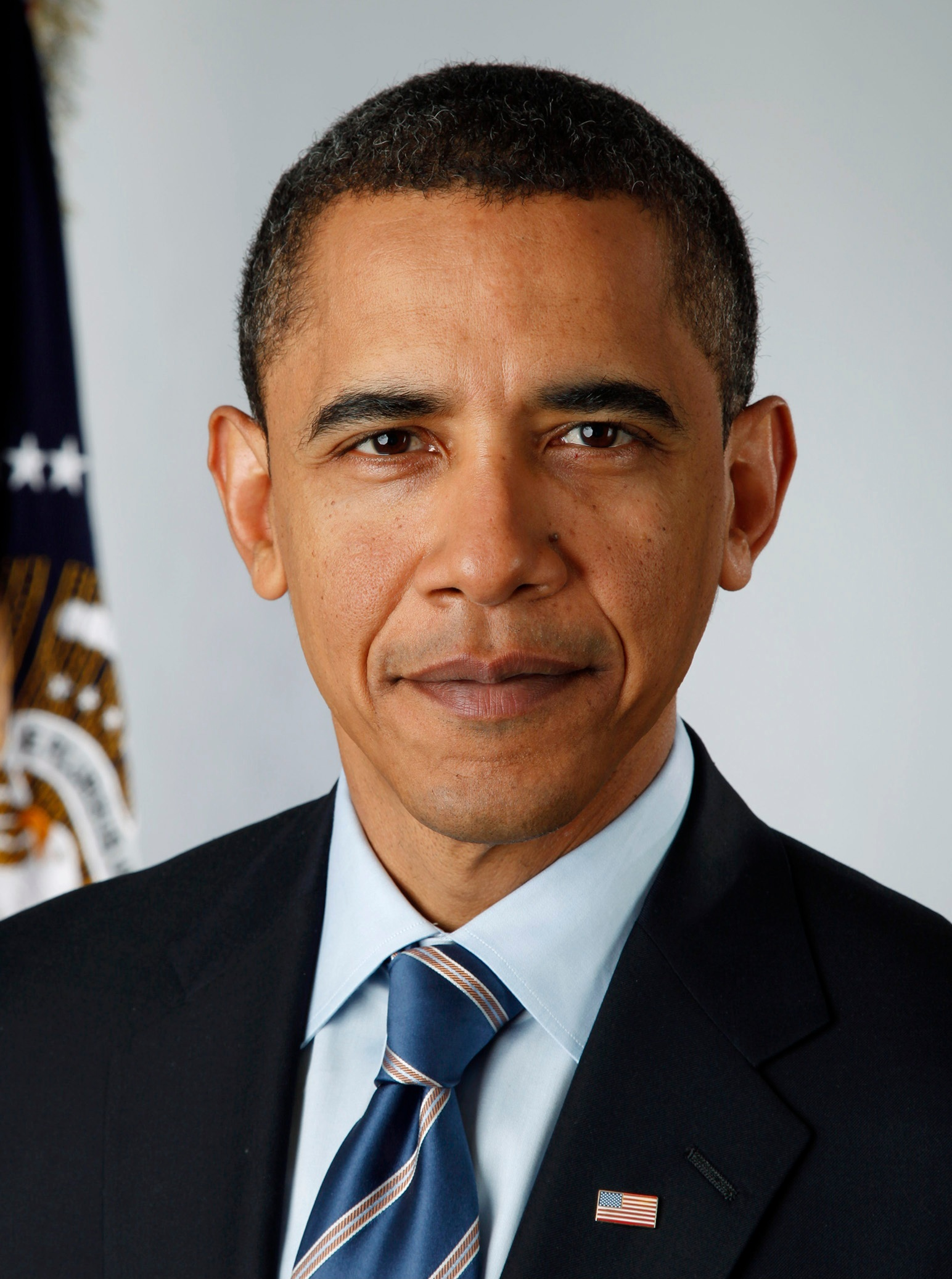
Barack Obama (* 1961)

- 1961: Barack Obama, US-amerikanischer Staatspräsident und Jurist, Friedensnobelpreisträger
- 1961: Bart van Wees, niederländischer Physiker
- 1962: Roger Clemens, US-amerikanischer Baseballspieler
- 1962: Wolf Lotter, österreichischer Journalist und Autor
- 1963: Keith Ellison, US-amerikanischer Politiker
- 1963: Holger Schneider, deutscher Handballspieler und -trainer
- 1964: Gregor von Bismarck, deutscher Unternehmer und Filmproduzent
- 1964: Wolfgang Frank, deutscher Regisseur
- 1964: Hanna Katrín Friðriksson, isländische Politikerin
- 1964: Phil Hickey, US-amerikanischer Footballspieler und -trainer
- 1964: Andreas Mollandin, deutscher Hockeyspieler
- 1964: Thomas Müller, österreichischer Kriminalpsychologe, Fallanalytiker und Buchautor
- 1964: Anita Protti, Schweizer Leichtathletin
- 1964: Sebastian Roché, französischer Schauspieler
- 1964: Martin Rubin, Schweizer Handballspieler und -trainer
- 1964: Anna Sui, US-amerikanische Modeschöpferin
- 1964: Jörg Urban, deutscher Politiker

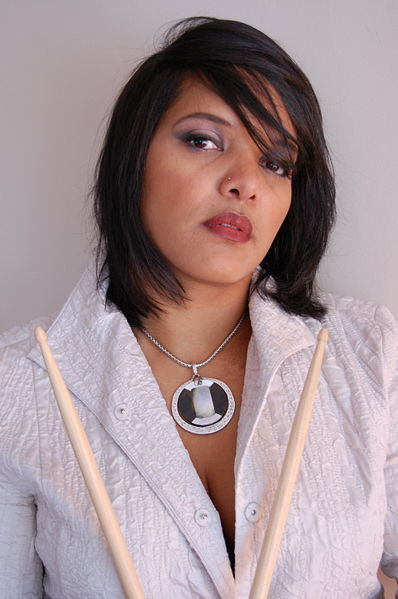
Terri Lyne Carrington (1965)

- 1965: Terri Lyne Carrington, US-amerikanische Jazzschlagzeugerin, Komponistin und Produzentin
- 1965: Konstantin Graudus, deutscher TV- und Filmschauspieler
- 1965: Fredrik Reinfeldt, schwedischer Politiker
- 1965: Michael Skibbe, deutscher Fußballspieler und -trainer
- 1966: Luc Leblanc, französischer Radrennfahrer
- 1966: Dennis Lehane, US-amerikanischer Kriminalautor
- 1967: Wilfried Pallhuber, italienischer Biathlet
- 1967: Jana Sorgers-Rau, deutsche Ruderin, Olympiasiegerin
- 1968: Daniel Dae Kim, US-amerikanischer Schauspieler
- 1968: Olga Neuwirth, österreichische Komponistin
- 1968: Victor Schefé, deutscher Schauspieler und Sänger
- 1968: Marcus Schenkenberg, schwedisches Model, Schauspieler und Sänger
- 1968: Tatiana Trouvé, französisch-italienische Künstlerin

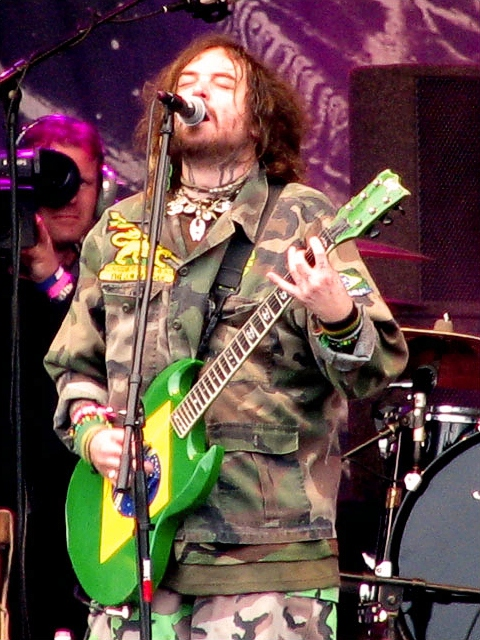
Max Cavalera (* 1969)

- 1969: Max Cavalera, brasilianischer Rockmusiker
- 1970: Christian Fischer, deutscher Fußballschiedsrichter
- 1970: Orlando Trustfull, niederländischer Fußballspieler
- 1971: Jeff Gordon, US-amerikanischer Automobilrennfahrer
- 1972: Michael Grant, US-amerikanischer Boxer
- 1972: Dirk Wolf, deutscher Fußballspieler
- 1973: Eva Amaral, spanische Sängerin
- 1973: Marek Penksa, slowakischer Fußballspieler
- 1973: Yoelbi Quesada, kubanischer Dreispringer
- 1974: Corinne Diacre, französische Fußballspielerin
- 1974: Kily González, argentinischer Fußballspieler
- 1975: Justin Keen, britischer Automobilrennfahrer
- 1975: Nikos Liberopoulos, griechischer Fußballspieler

#### 1976–2000

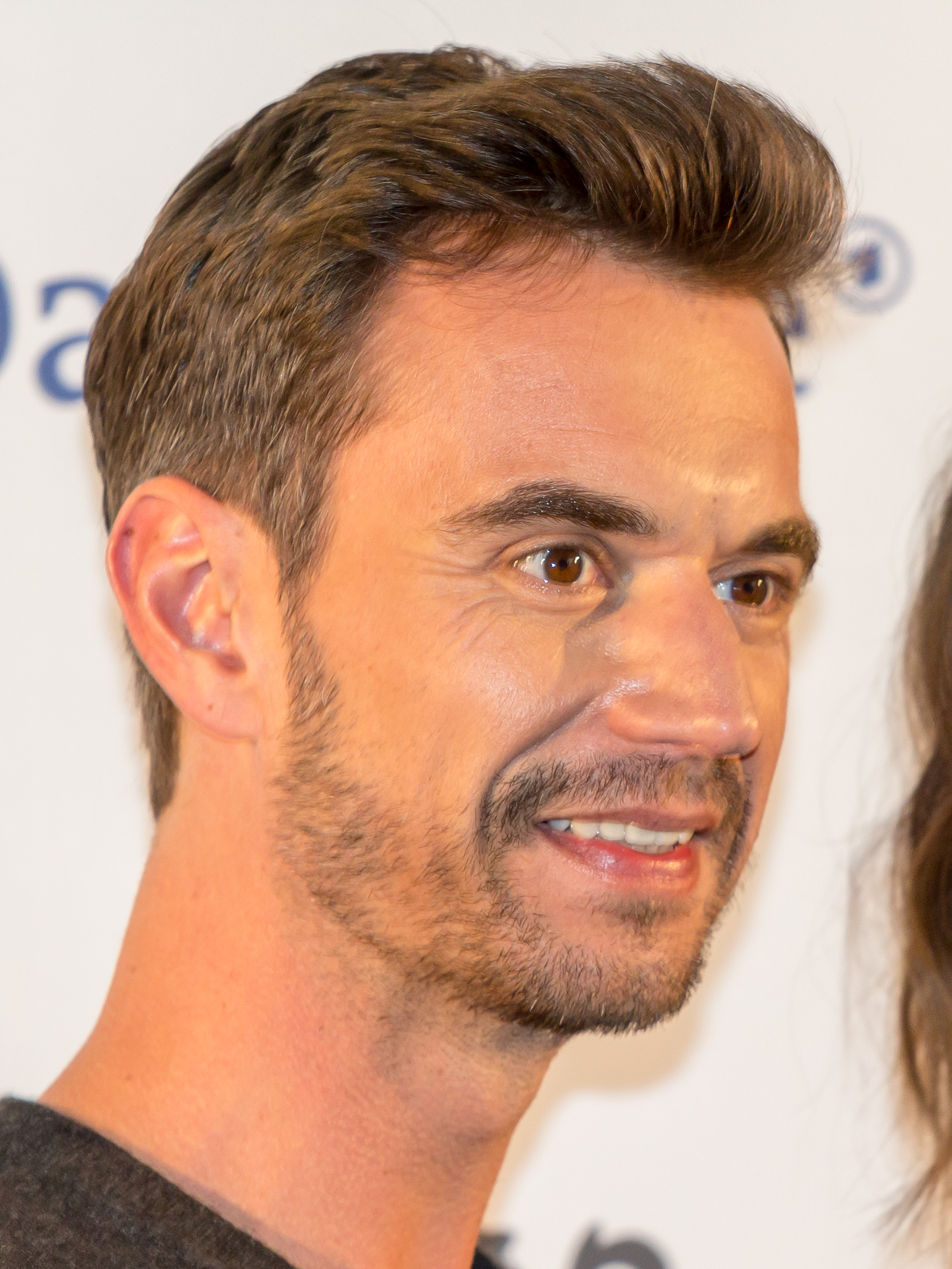
Florian Silbereisen (* 1981)

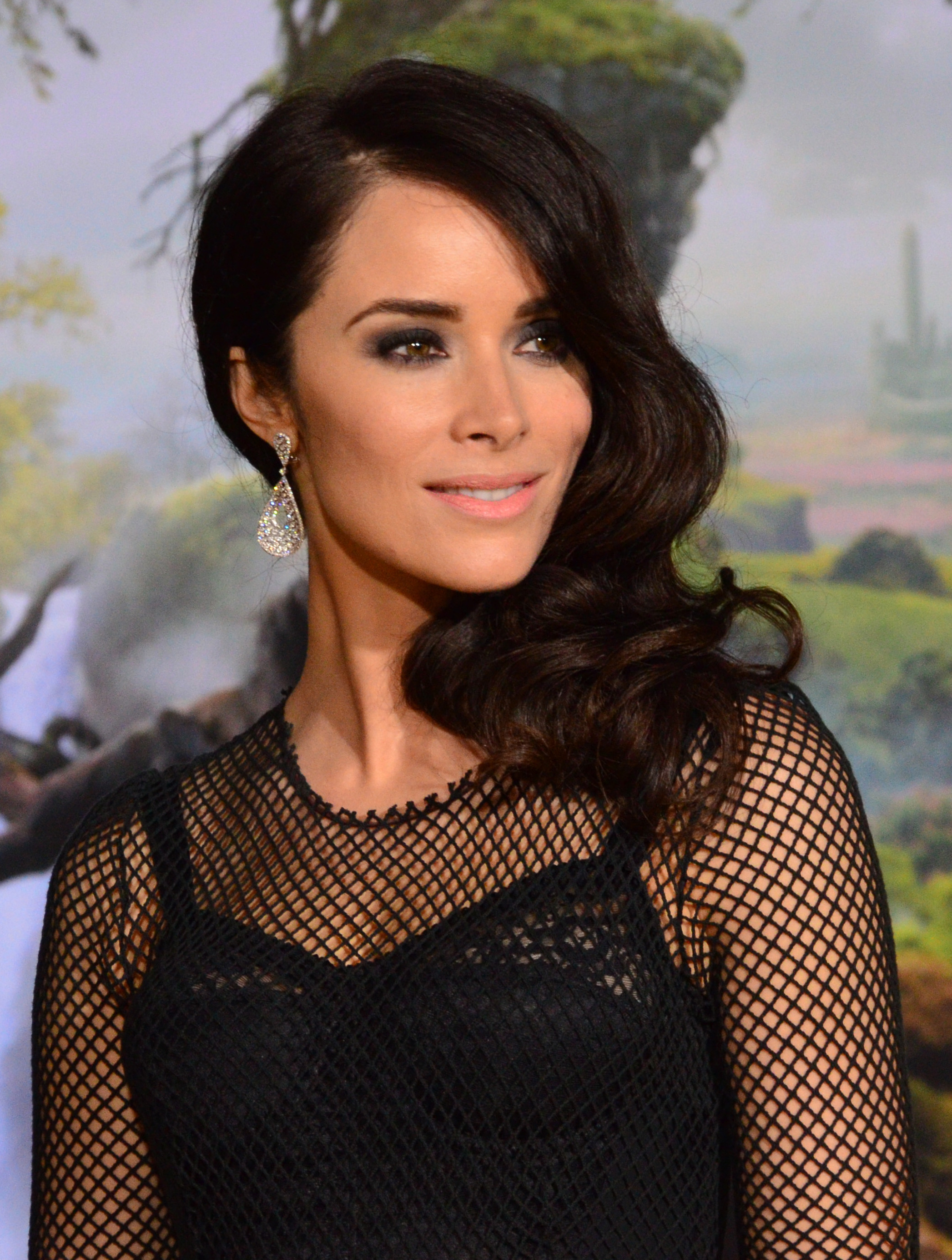
Abigail Spencer (* 1981)

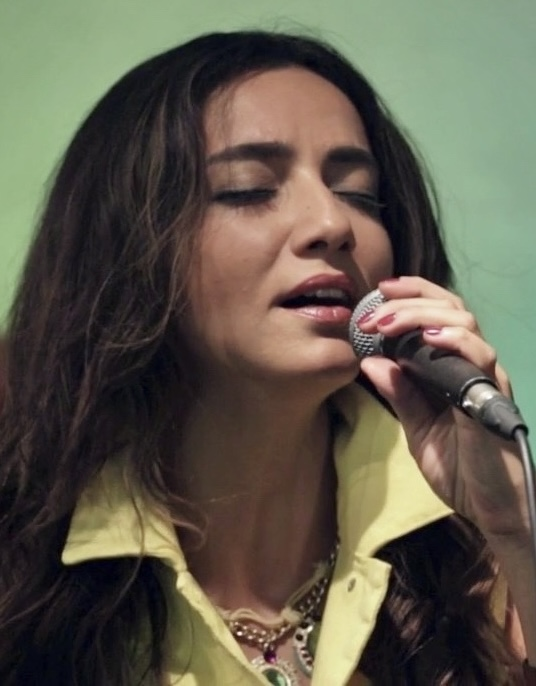
Öykü Gürman (* 1982)

- 1977: Luís Boa Morte, portugiesischer Fußballspieler
- 1977: Marek Heinz, tschechischer Fußballspieler
- 1978: Dominic Boeer, deutscher Schauspieler
- 1978: Jeremy Adduono, kanadischer Eishockeyspieler
- 1978: Ricardo Serrano, spanischer Radrennfahrer
- 1979: Astrid Hochstetter, deutsche Eiskunstläuferin
- 1979: Bo Svensson, dänischer Fußballspieler
- 1980: Benjamin Köhler, deutscher Fußballspieler
- 1980: Rony Martias, französischer Radrennfahrer
- 1981: Nelli Aghinjan, armenische Schachspielerin
- 1981: Malchas Assatiani, georgischer Fußballspieler
- 1981: Gabriel Fernando Atz, brasilianischer Fußballspieler
- 1981: Michael Binder, deutscher Handballspieler
- 1981: Benjamin Boukpeti, französisch-togolesischer Kanute
- 1981: Simone Del Nero, italienischer Fußballspieler
- 1981: Saša Đorđević, serbischer Fußballspieler
- 1981: Marques Houston, US-amerikanischer R&B-Sänger und Schauspieler
- 1981: Jan Kristiansen, dänischer Fußballspieler
- 1981: Benjamin Lauth, deutscher Fußballspieler
- 1981: Manuel Lloret, spanischer Radrennfahrer
- 1981: Meghan Markle, US-amerikanische Schauspielerin, durch Heirat Mitglied der britischen Königsfamilie
- 1981: Florian Silbereisen, deutscher Fernsehmoderator und Sänger
- 1981: Abigail Spencer, amerikanische Schauspielerin
- 1982: Luca Antonini, italienischer Fußballspieler
- 1982: Öykü Gürman, türkische Filmschauspielerin und Sängerin
- 1982: Jendrik Meyer, deutscher Handballspieler
- 1982: David Mendes da Silva, niederländischer Fußballspieler
- 1982: Melanie Wichterich, deutsche Schauspielerin
- 1982: Rubinho, brasilianischer Fußballspieler
- 1983: Nathaniel Buzolic, australischer Schauspieler
- 1983: Patrick Wolf, deutscher Sänger
- 1983: Rasmik Wardanjan, armenischer Billardspieler
- 1983: Ben Zucker, deutscher Sänger
- 1984: Caroline Wensink, niederländische Volleyballspielerin
- 1985: Shannon Michael Cole, australischer Fußballspieler
- 1985: Robbie Findley, US-amerikanischer Fußballspieler
- 1985: Mark Milligan, australischer Fußballspieler
- 1985: Ha Seung-jin, südkoreanischer Basketballspieler
- 1985: Marco Russ, deutscher Fußballspieler
- 1985: Antonio Valencia, ecuadorianischer Fußballspieler
- 1986: Oleg Alexandrowitsch Iwanow, russischer Fußballspieler
- 1987: James Jakes, britischer Automobilrennfahrer
- 1987: Marreese Speights, US-amerikanischer Basketballspieler
- 1988: Niklas Andersen, deutscher Fußballspieler
- 1988: Aaron Arens, schweizerischer Schauspieler
- 1988: Daniel Carriço, portugiesischer Fußballspieler
- 1988: Sven Grathwohl, deutscher Handballspieler
- 1988: Michael Herck, rumänisch-belgischer Automobilrennfahrer
- 1988: Cristóbal Jorquera, chilenischer Fußballspieler
- 1989: Jim-Patrick Müller, deutscher Fußballspieler
- 1990: Tim Hornke, deutscher Handballspieler
- 1991: Christian Clemens, deutscher Fußballspieler
- 1992: Facundo Argüello, argentinischer Tennisspieler
- 1992: Romain Arneodo, monegassischer Tennisspieler
- 1992: Dylan Sprouse, US-amerikanischer Schauspieler
- 1992: Cole Sprouse, US-amerikanischer Schauspieler und Fotograf
- 1994: Leonid Klischtschar, ukrainischer Poolbillardspieler
- 1995: Serena Lo Bue, italienische Ruderin

### 21. Jahrhundert
- 2004: Anton Kortschuk, ukrainischer Skispringer
- 2004: Iván Ortolá, spanischer Motorradrennfahrer
- 2005: Karina Schönmaier, deutsche Turnerin
- 2012: Tinsley Price, US-amerikanische Kinderdarstellerin

## Gestorben

### Vor dem 16. Jahrhundert

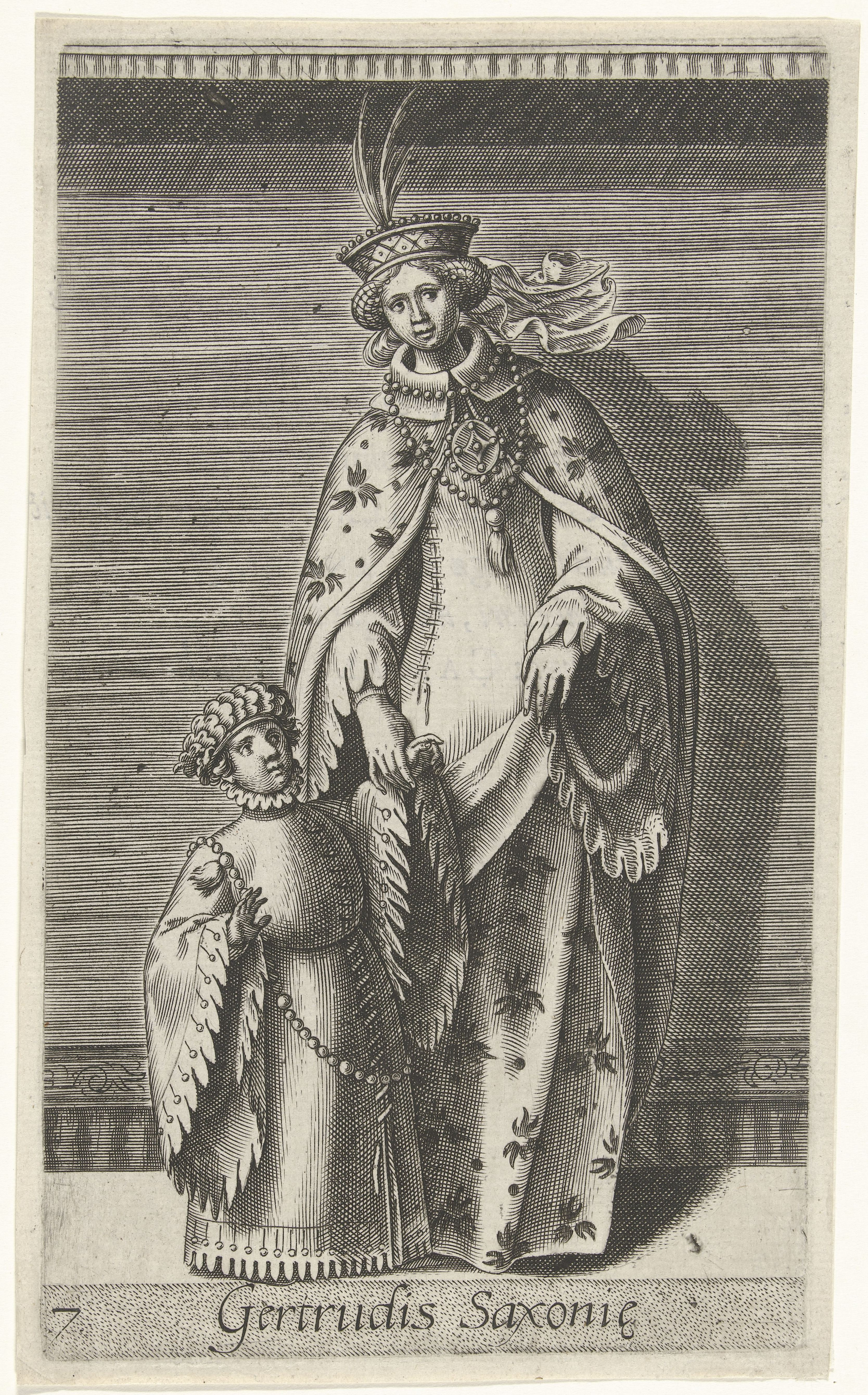
Gertrud von Sachsen († 1113)

- 0465 v. Chr.: Xerxes I., achämenidischer Großkönig
- 0465 v. Chr.: Dareios, ältester Sohn Xerxe I.
- 0785: Al-Mahdi, dritter Kalif der Abbasiden
- 0966: Berengar II., Markgraf von Ivrea und König von Italien
- 1060: Heinrich I., König von Frankreich
- 1113: Gertrud von Sachsen, durch Heirat Gräfin von Flandern und Holland

- 1156: Otto V., Graf von Scheyern

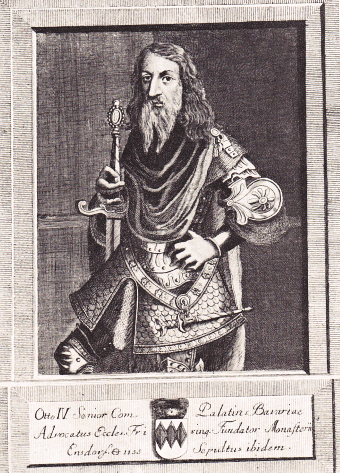
Otto V. († 1156)

- 1180: Rainer von Spalato, Heiliger und Märtyrer
- 1239: Friedrich III. von Ortenburg, Propst des Klosters Reichersberg und Propst des Klosterstifts Berchtesgaden
- 1265: Ralph Basset, englischer Ritter und Rebell
- 1265: Hugh le Despenser, 1. Baron le Despenser, englischer Adliger und Rebell
- 1265: Henry de Montfort, englischer Adliger und Feldherr
- 1265: Peter de Montfort, englischer Magnat
- 1265: Simon de Montfort, 6. Earl of Leicester, englischer Adeliger und Revolutionsführer
- 1265: Roger de St John, englischer Adeliger und Rebell
- 1266: Odo von Burgund, Graf von Nevers, Auxerre und Tonnerre
- 1274: Robert of Stichill, Bischof von Durham
- 1306: Wenzel III., König von Ungarn, Böhmen und Polen
- 1338: Thomas of Brotherton, 1. Earl of Norfolk, Sohn von Eduard I. von England
- 1378: Galeazzo II. Visconti, Diplomat und Gründer der Universität Pavia
- 1404: Gerhard VI., Graf von Holstein-Rendsburg
- 1430: Philipp von Saint-Pol, Herzog von Brabant und Limburg
- 1434: Konrad von Zwole, mährischer Adliger, Bischof von Olmütz
- 1477: Jacques d’Armagnac, Graf von Pardiac und Herzog von Nemours
- 1478: Schwickart der Jüngere von Sickingen, Amtmann des kurpfälzischen Amtes Bretten

### 16./17. Jahrhundert

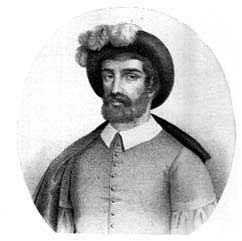
Juan Sebastián Elcano († 1526)

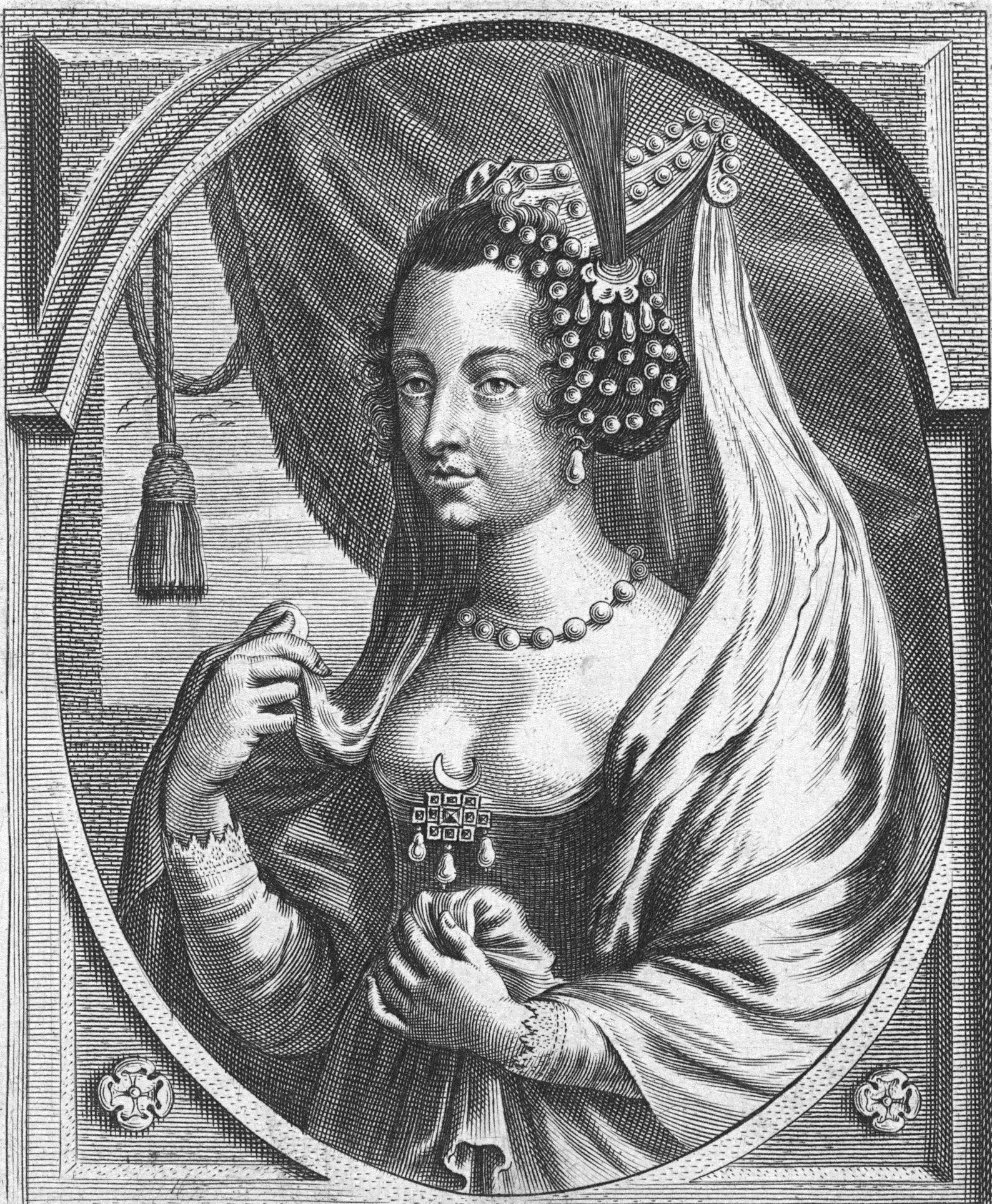
Turhan Sultan († 1683)

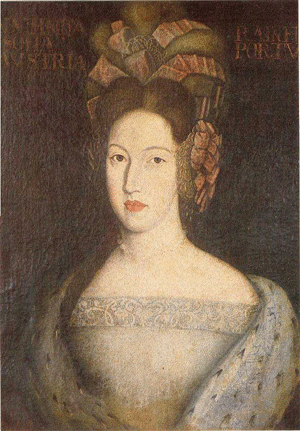
Marie Sophie von der Pfalz († 1699)

- 1524: Helene von der Pfalz, Pfalzgräfin von Simmern und Herzogin zu Mecklenburg
- 1525: Andrea della Robbia, Renaissancemaler aus Florenz
- 1526: Juan Sebastián Elcano, baskisch-spanischer Entdecker und Weltumsegler
- 1550: Pedro Machuca, spanischer Maler und Architekt
- 1557: Brictius thom Norde, lutherischer Theologe und Reformator
- 1566: Christoph von Oldenburg, Graf von Oldenburg, Feldherr
- 1566: Girolamo della Robbia, italienischer Bildhauer und Architekt
- 1578: Sebastian, König von Portugal aus dem Hause Avis
- 1588: Archibald Douglas, 8. Earl of Angus, schottischer Adeliger
- 1598: William Cecil, 1. Baron Burghley, englischer Politiker und Staatsmann
- 1605: Otto von Blanckenburg, Komtur der Deutschordenskommende Langeln
- 1627: Christina Morhaubt, Opfer der Hexenverfolgungen im Bistum Bamberg
- 1628: Henrich Stoffregen, Opfer der Hexenverfolgungen in Westfalen
- 1633: George Abbot, englischer Erzbischof von Canterbury
- 1639: Juan Ruiz de Alarcón, mexikanisch-spanischer Dramatiker
- 1641: Otto III., Herzog von Braunschweig-Harburg
- 1648: Gottfried Finckelthaus, deutscher Lyriker und Liederdichter des Barock
- 1660: Johann Born, deutscher Rechtswissenschaftler
- 1683: Turhan Sultan, Hauptgemahlin des osmanischen Sultans Ibrahim
- 1699: Marie Sophie von der Pfalz, Königin von Portugal

### 18. Jahrhundert

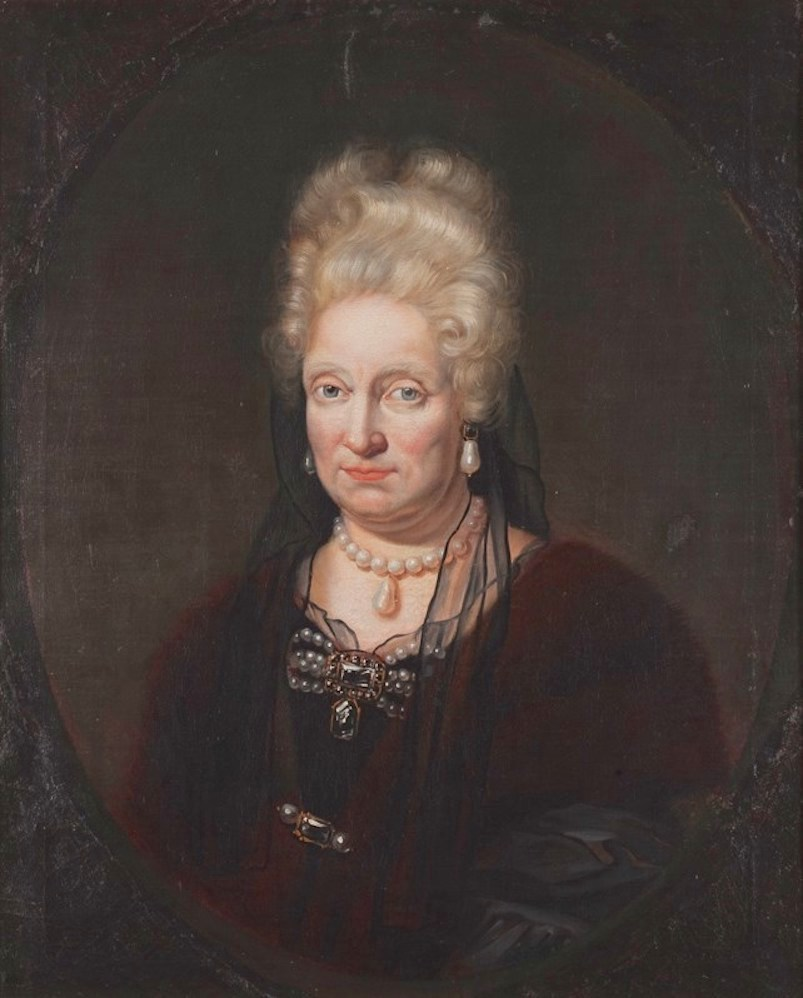
Elisabeth Amalie von Hessen-Darmstadt († 1709)

- 1705: Kitamura Kigin, japanischer Haikai-Dichter und Gelehrter
- 1708: Vincenzo de Grandis, italienischer Kapellmeister und Komponist
- 1709: Elisabeth Amalie von Hessen-Darmstadt, Kurfürstin von der Pfalz
- 1712: Johann Jacob de Neufville, deutscher Komponist und Organist

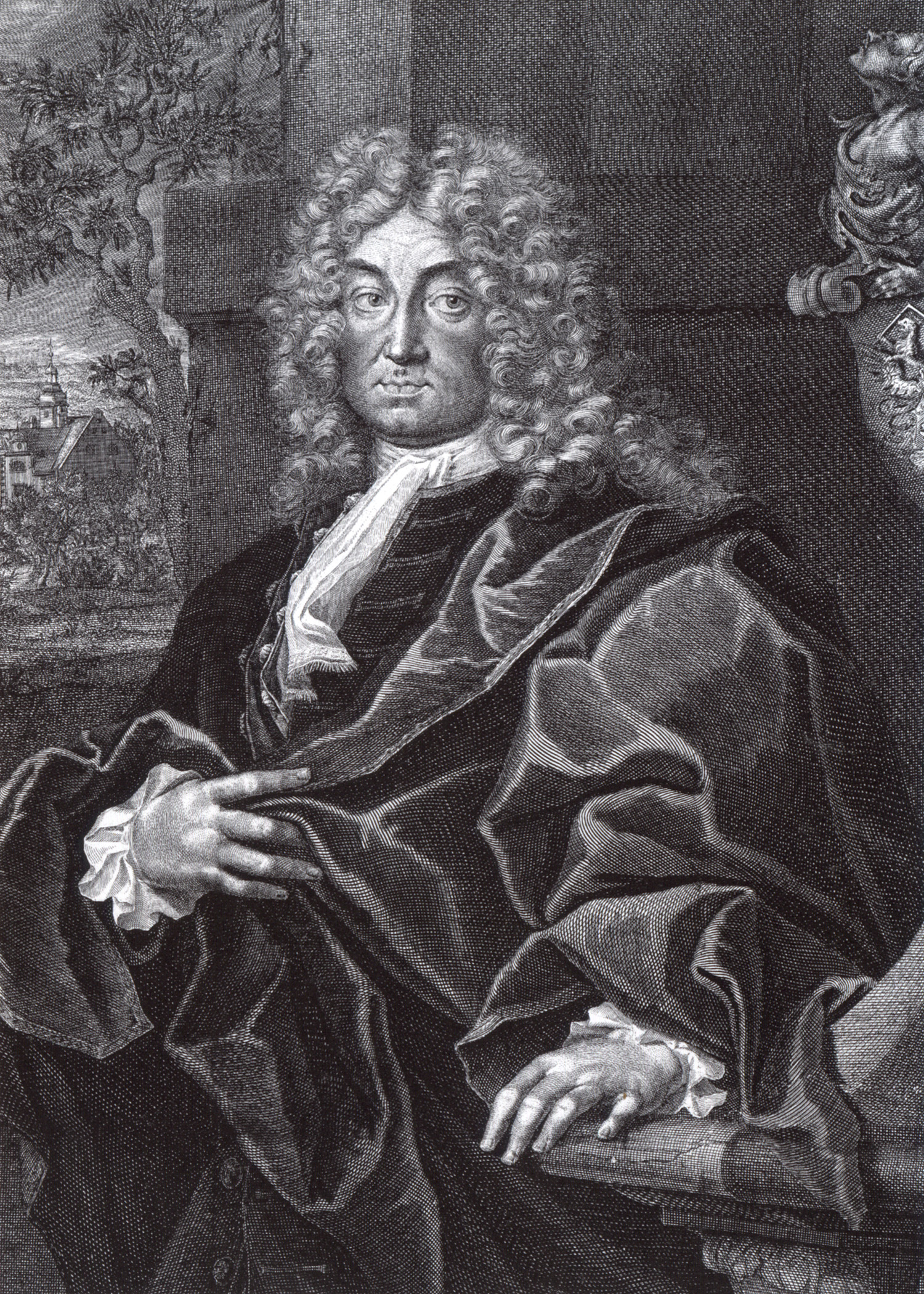
Georg Winckler († 1712)

- 1712: Georg Winckler, Leipziger Kaufmann, Ratsherr und Bürgermeister
- 1726: Erik Sparre af Sundby, schwedischer Diplomat, Reichsrat und Feldmarschall
- 1727: Victor-Maurice, comte de Broglie, französischer Heerführer
- 1730: Maria Madlener, Opfer der Hexenverfolgung in Lindau
- 1732: Robert Carter, britischer Kolonist und Pflanzer in Virginia
- 1737: Rudolf Anton von Alvensleben, hannöverscher Minister
- 1740: Wilhelm Heinrich von Thulemeyer, königlich preußischer Justizminister sowie Staats- und Kriegsminister
- 1749: Johann Elias Greifenhahn, deutscher Hochschullehrer
- 1752: Georg Ludwig Charbonnier, deutscher Gartenkünstler
- 1753: Gottfried Silbermann, deutscher Orgelbauer
- 1755: Johann Christoph Thielemann, deutscher Orgelbauer
- 1770: Johann Gottfried Gregorii alias Melissantes, deutscher Geograph und Universalgelehrter
- 1778: Pierre de Rigaud, französischer Marineoffizier und Generalgouverneur von Neufrankreich
- 1788: Johann Wilhelm Baumer, deutscher Physiker, Mediziner und Mineraloge
- 1788: Virgilius Augustin Maria von Firmian, Fürstbischof von Lavant
- 1795: Francisco Bayeu, spanischer Maler
- 1799: John Bacon der Ältere, britischer Bildhauer

### 19. Jahrhundert

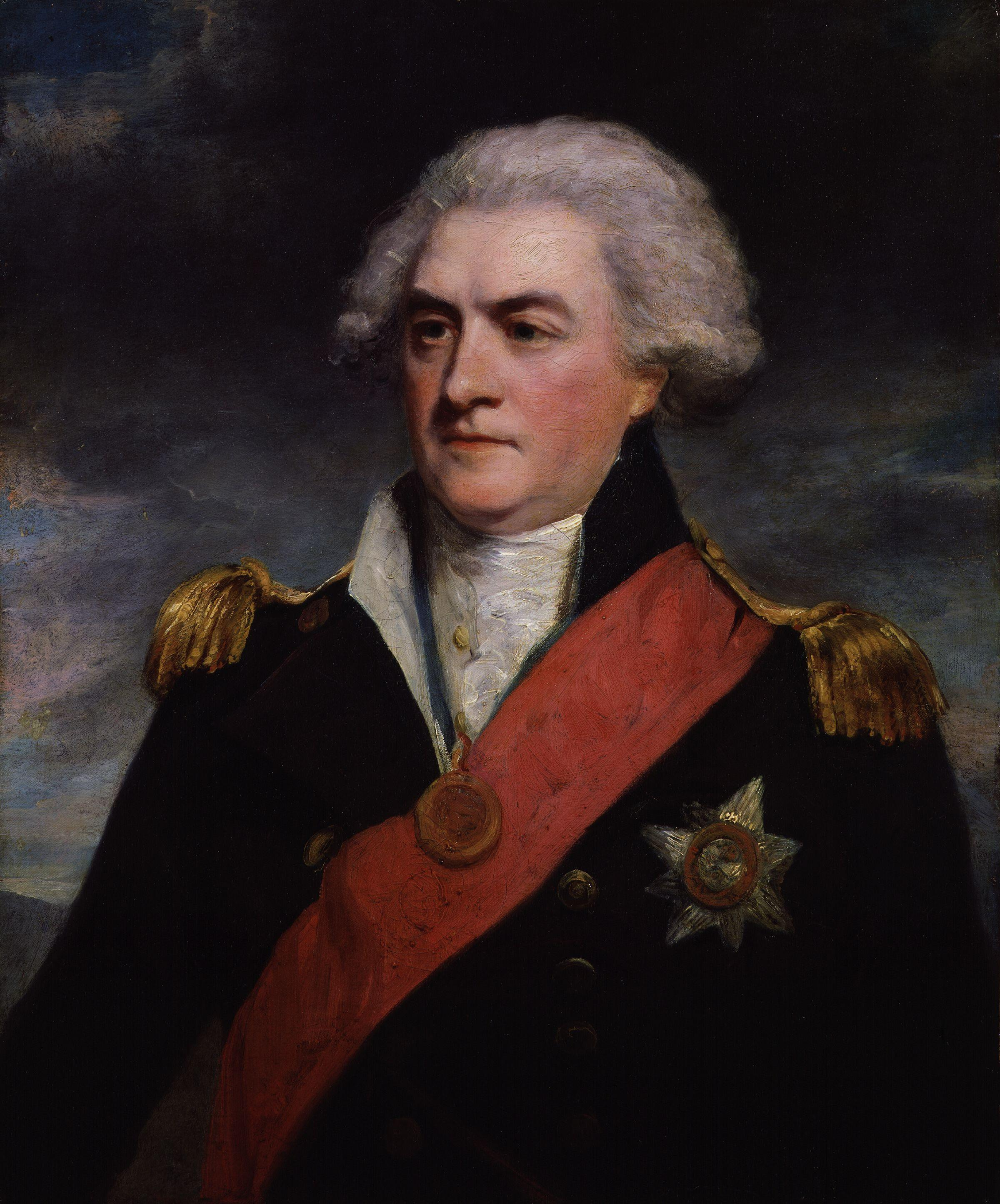
Adam Duncan († 1804)

- 1804: Adam Duncan, 1. Viscount Duncan, britischer Admiral und Seeheld
- 1806: Johann Gottfried Hagemeister, deutscher Schauspieler, Dichter, Publizist und Lehrer
- 1816: François-André Vincent, französischer Maler und Zeichner
- 1818: Bonaventura Brem, letzter Reichsprälat und Abt im Kloster Weißenau
- 1821: William Floyd, US-amerikanischer Gründervater, Mitunterzeichner der Unabhängigkeitserklärung
- 1822: Kristian Jaak Peterson, estnischer Dichter
- 1823: Caspar Zeller, deutscher Unternehmer

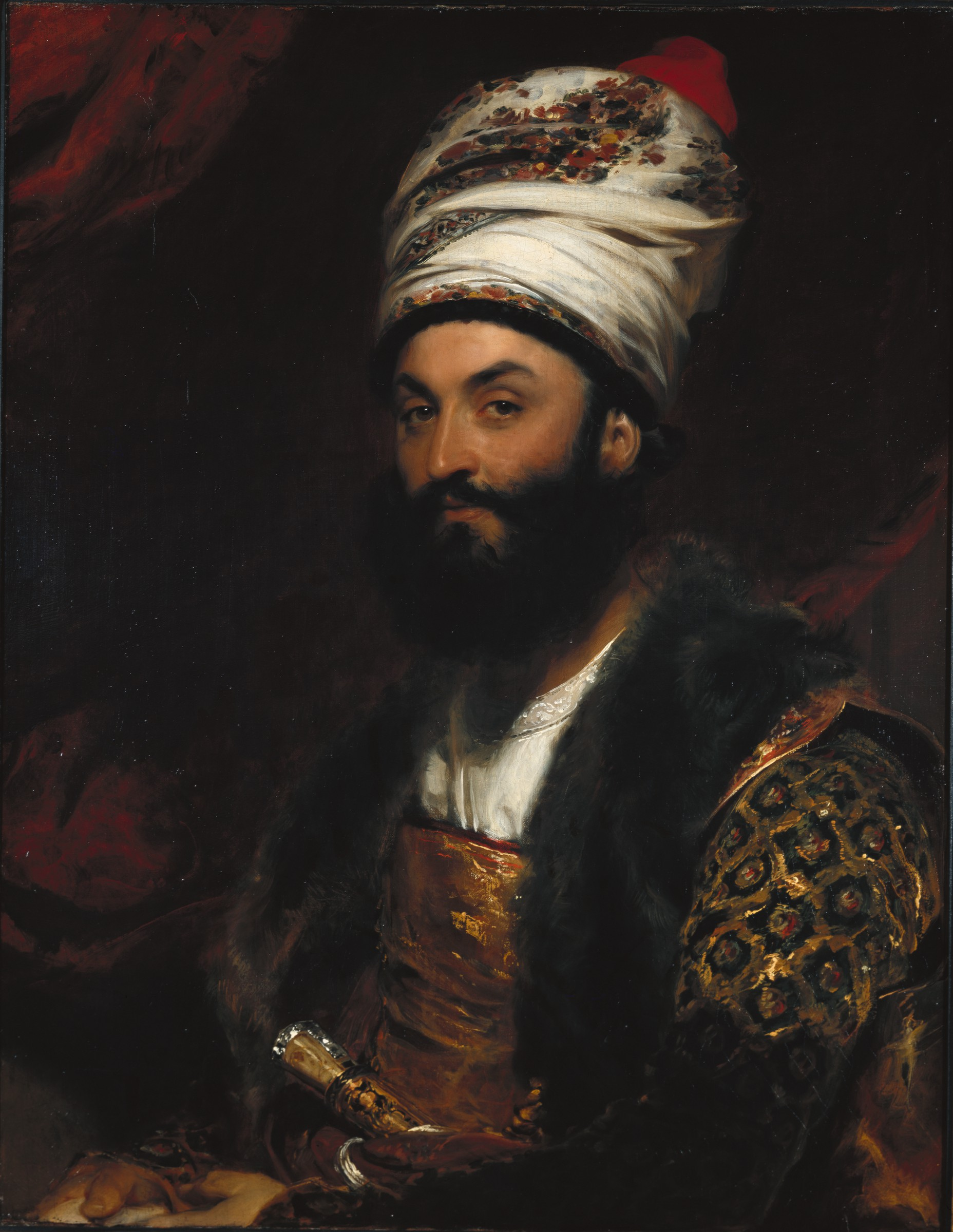
Abolhassan Khan Ilchi († 1846)

- 1828: Felix de Avellar Brotero, portugiesischer Botaniker
- 1832: Franz Seraph von Orsini-Rosenberg, österreichischer General
- 1844: Jacob Aall, norwegischer Politiker
- 1846: Abolhassan Khan Ilchi, persischer Schriftsteller, Botschafter und Außenminister
- 1854: Jakob Bauer, deutscher Kommunalpolitiker, Bürgermeister von München
- 1857: James C. Dobbin, US-amerikanischer Politiker
- 1859: Jean-Marie Vianney, genannt der Pfarrer von Ars, französischer Priester, bekannt als gesuchter Beichtvater
- 1864: David Hansemann, preußischer Politiker und Bankier
- 1865: Pendleton Murrah, letzter Gouverneur von Texas während des Sezessionskriegs
- 1865: William Edmonstoune Aytoun, britischer Schriftsteller aus Schottland

Hans Christian Andersen († 1875)

- 1867: Emil Cauer der Ältere, deutscher Bildhauer
- 1867: Faustin Soulouque, Kaiser von Haiti
- 1870: Abel Douay, französischer General
- 1870: Charles Hoguet, deutscher Maler
- 1871: Tāmati Wāka Nene, Stammesführer der Māori in Neuseeland
- 1872: Ernst Gerhard Wilhelm Keyl, deutscher Pfarrer und Mitbegründer der Missouri-Synode
- 1872: Wilhelm Wieprecht, deutscher Komponist und Professor
- 1873: Wiktor Alexandrowitsch Hartmann, russischer Architekt, Bildhauer und Maler
- 1874: Otto Hesse, deutscher Mathematiker
- 1875: Hans Christian Andersen, dänischer Dichter und Schriftsteller
- 1875: Hermann Härtel, deutscher Musikverleger
- 1877: Gustav von Schweden, Prinz von Schweden, Prinz von Wasa
- 1877: Karl Friedrich von Steinmetz, preußischer Generalfeldmarschall

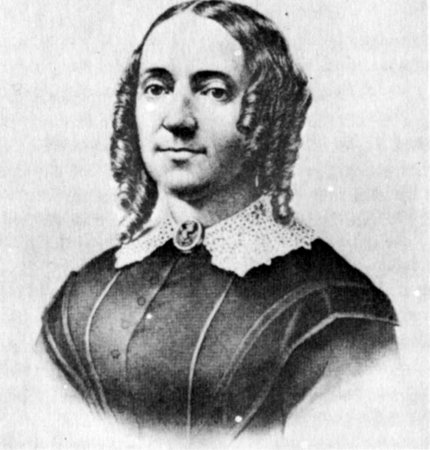
Ernestine Rose († 1892)

- 1883: August Howaldt, deutscher Ingenieur, Konstrukteur, Erfinder, Unternehmer
- 1886: Samuel J. Tilden, US-amerikanischer Politiker
- 1889: Carl Amand Mangold, deutscher Komponist
- 1892: Theodor Engelbrecht, deutscher Pomologe
- 1892: Leopold Carl Müller, österreichischer Maler
- 1892ː Ernestine Rose, polnisch-US-amerikanische Frauenrechtlerin und Abolitionistin
- 1900: Jacob Dolson Cox, US-amerikanischer General der Union im Sezessionskrieg, Politiker, Gouverneur von Ohio, Innenminister
- 1900: Isaak Iljitsch Lewitan, russischer Maler

### 20. Jahrhundert

#### 1901–1950

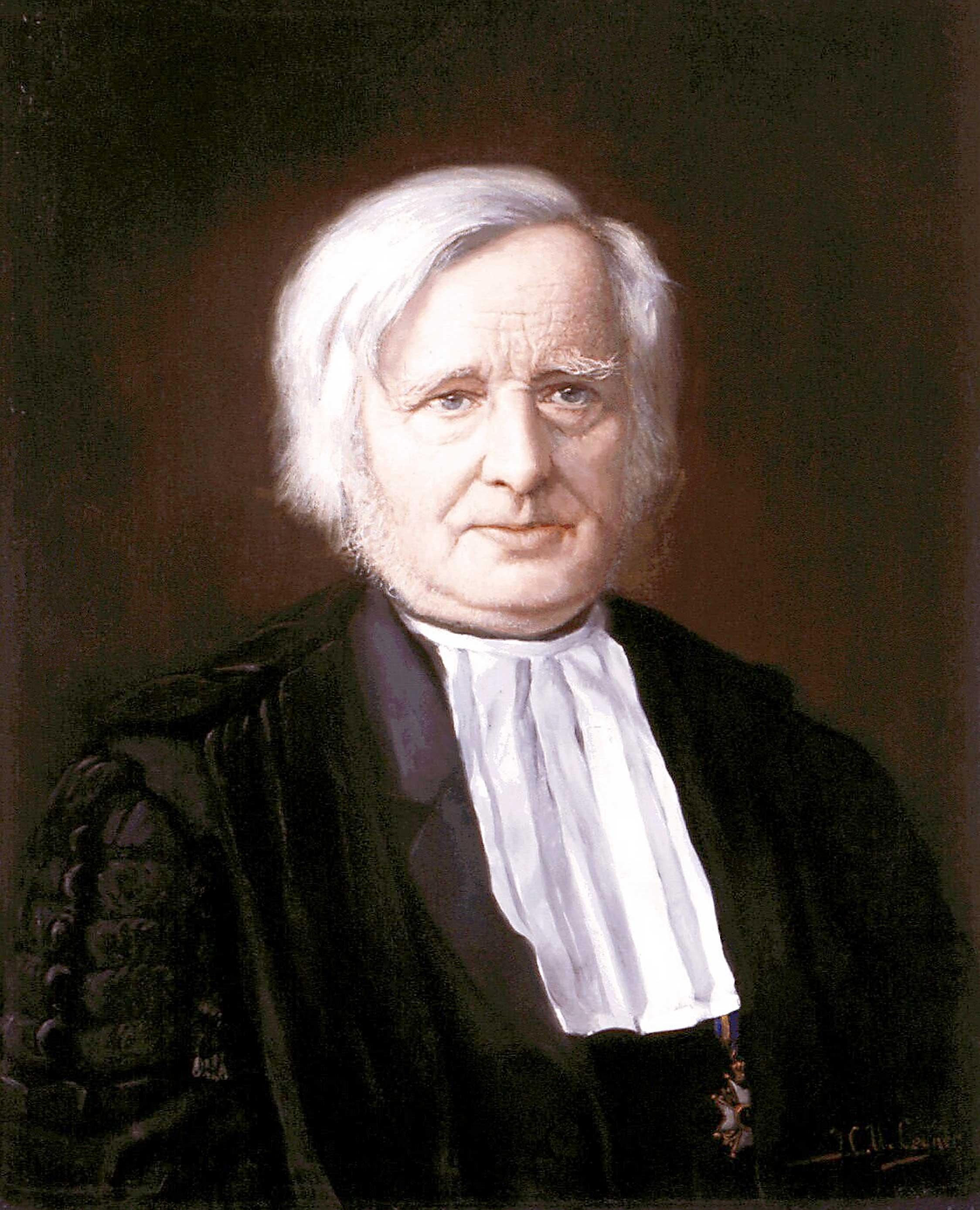
Barthold Jacob Lintelo de Geer van Jutphaas († 1903)

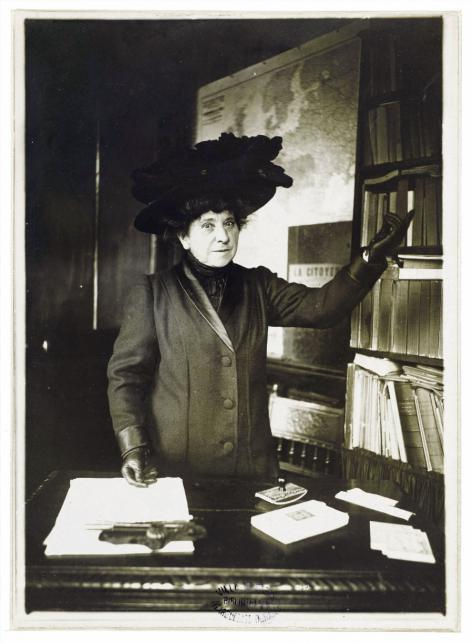
Hubertine Auclert († 1914)

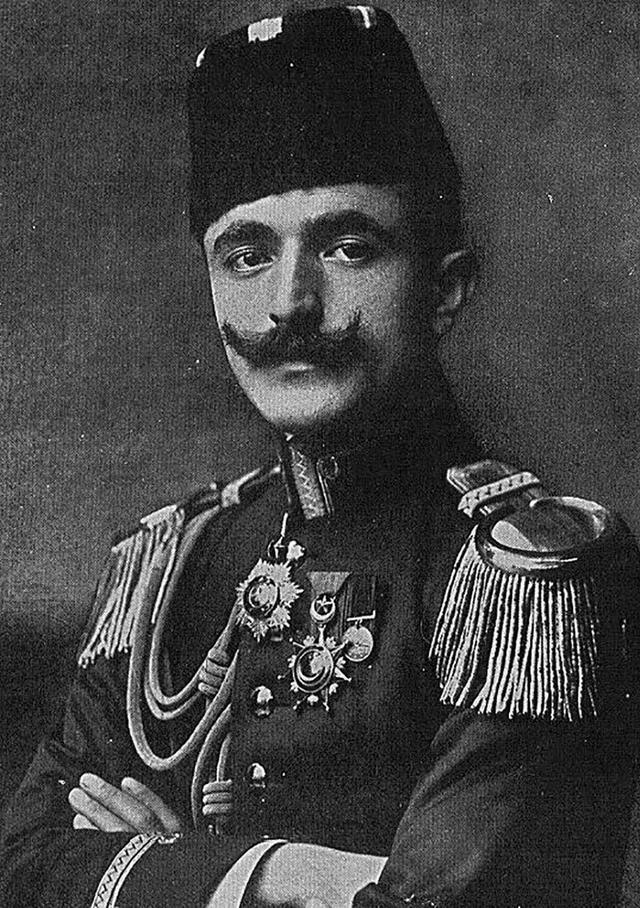
Ismail Enver Pascha († 1922)

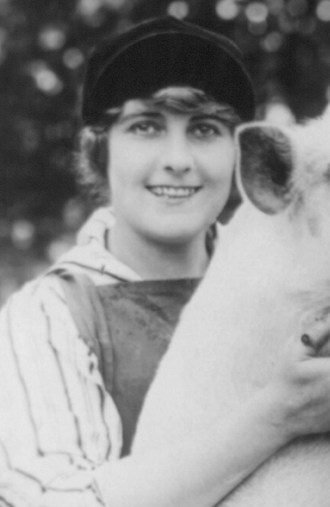
Pearl White († 1938)

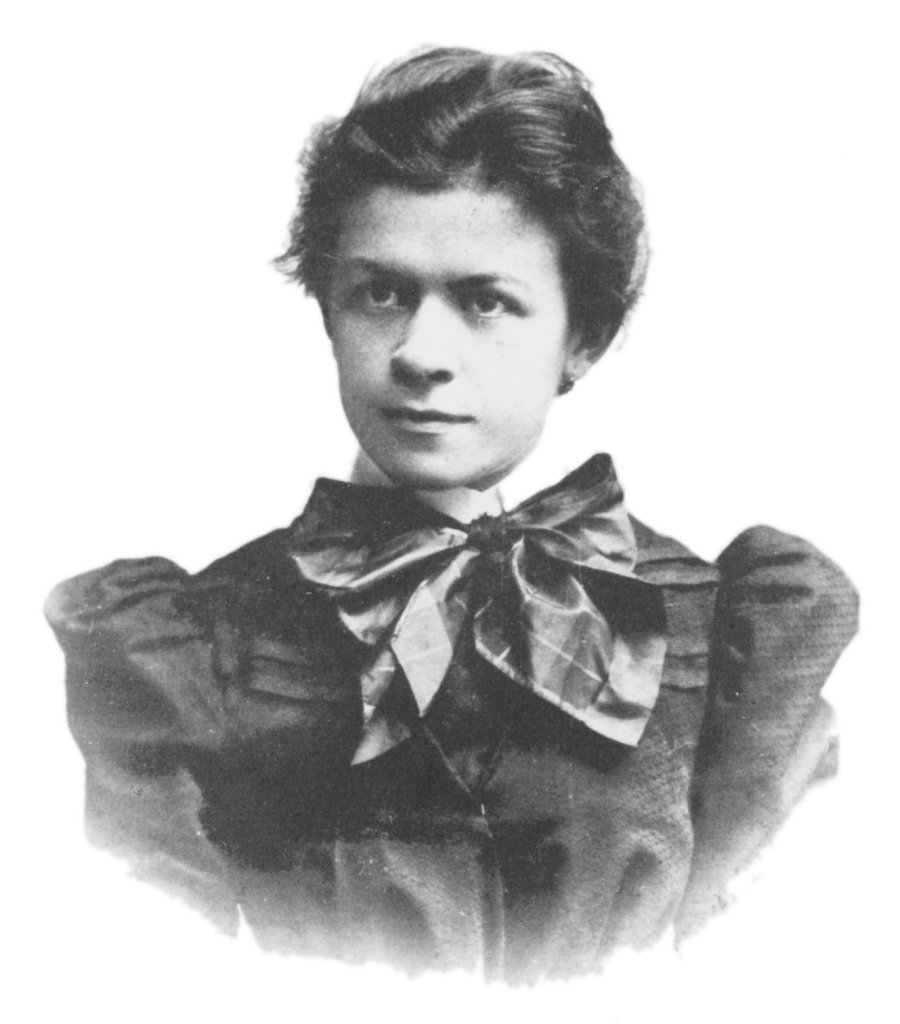
Mileva Marić († 1948)

- 1901: Bertha Gumprich, deutsch-jüdische Köchin und Kochbuchautorin
- 1901: Friedrich Wilhelm Helle, deutscher Dichter
- 1901: Hermann Otto Pflaume, deutscher Architekt und Stadtrat in Köln
- 1903: Barthold Jacob Lintelo de Geer van Jutphaas, niederländischer Rechtswissenschaftler, Historiker, Politiker und Orientalist
- 1904: Arnold Krug, deutscher Komponist
- 1904: Christoph von Sigwart, deutscher Professor der Philosophie
- 1905: Paul von Schönthan, österreichischer Schriftsteller
- 1905: Walther Flemming, deutscher Biologe
- 1910: Heinrich Holtzmann, deutscher protestantischer Theologe
- 1912: Daniel Aaron, US-amerikanischer Historiker und Amerikanist
- 1913: Étienne Laspeyres, deutscher Nationalökonom und Statistiker
- 1914: Hubertine Auclert, französische Frauenrechtlerin
- 1915: Richard Kiepert, deutscher Geograph und Kartograph
- 1917: Luise Walther, deutsche Malerin
- 1919: Ferdinand Heinrich Thieriot, deutscher Komponist
- 1920: Wladimir Iwanowitsch Rebikow, russischer Komponist
- 1922: Enver Pascha, türkischer General und Politiker, Kriegsminister des Osmanischen Reichs
- 1923: Edward Hutton, britischer Offizier
- 1925: Friedrich Auerbach, deutscher Chemiker
- 1925: Arthur von Gerlach, deutscher Film- und Theaterregisseur
- 1927: Eugène Atget, französischer Fotograf
- 1929: Franz Matt, deutscher Jurist und Politiker, Kultusminister und stellvertretender Ministerpräsident von Bayern
- 1929: Carl Auer von Welsbach, österreichischer Chemiker und Unternehmer
- 1930: Siegfried Wagner, deutscher Komponist und Leiter der Bayreuther Festspiele
- 1931: Daniel Read Anthony junior, US-amerikanischer Politiker
- 1931: Willy Spatz, deutscher Maler des Historismus und Lithograph
- 1932: Alfred Henry Maurer, US-amerikanischer Maler
- 1932: James Oppenheim, US-amerikanischer Poet, Autor und Herausgeber
- 1936: Henry Schoenefeld, US-amerikanischer Komponist
- 1938: Rudolf G. Binding, deutscher Schriftsteller
- 1938: Heinrich Held, deutscher Politiker, MdL, Ministerpräsident und Außenminister von Bayern
- 1938: Pearl White, US-amerikanische Schauspielerin
- 1940: Adolf Zauner, österreichischer Romanist und Sprachwissenschaftler
- 1941: Alfred Leonhard Tietz, deutscher Unternehmer
- 1941: Mihály Babits, ungarischer Dichter, Übersetzer und Publizist
- 1942: Alberto Franchetti, italienischer Komponist
- 1944: Krzysztof Kamil Baczyński, polnischer Dichter
- 1944: Klaus Riedel, deutscher Raketenkonstrukteur, Mitbegründer des Raketenflugplatzes in Berlin
- 1945: Gerhard Gentzen, deutscher Mathematiker
- 1945: Leonard Jägerskiöld, schwedischer Zoologe
- 1946: Raoul Paquet, kanadischer Organist, Musikpädagoge und Komponist
- 1947: Fritz Mielert, deutscher Fotograf und Schriftsteller
- 1948: Lorenz Bock, deutscher Jurist und Politiker, MdL, Landesminister, Ministerpräsident von Württemberg-Hohenzollern
- 1948: David Danskin, schottischer Fußballspieler und Maschinenbauer
- 1948: Mileva Marić, österreich-ungarische Mathematikerin, erste Frau Albert Einsteins
- 1950: Charles Genequand, Schweizer evangelischer Geistlicher

#### 1951–2000

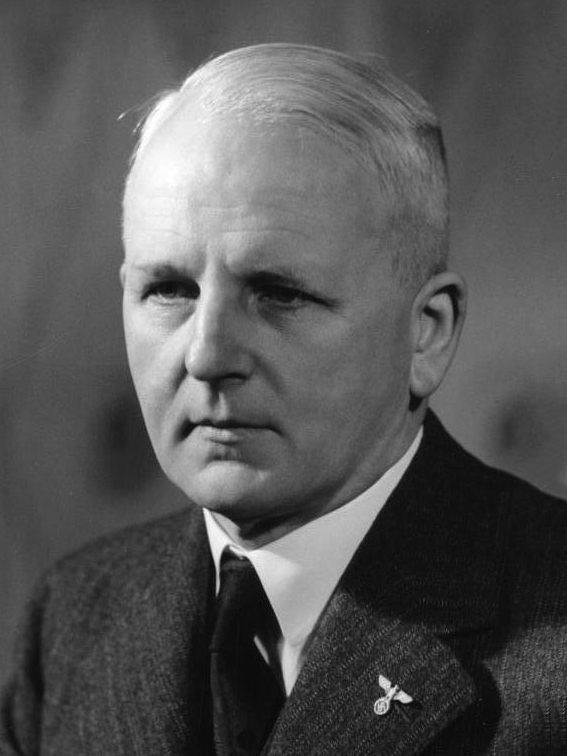
Ernst von Weizsäcker († 1951)

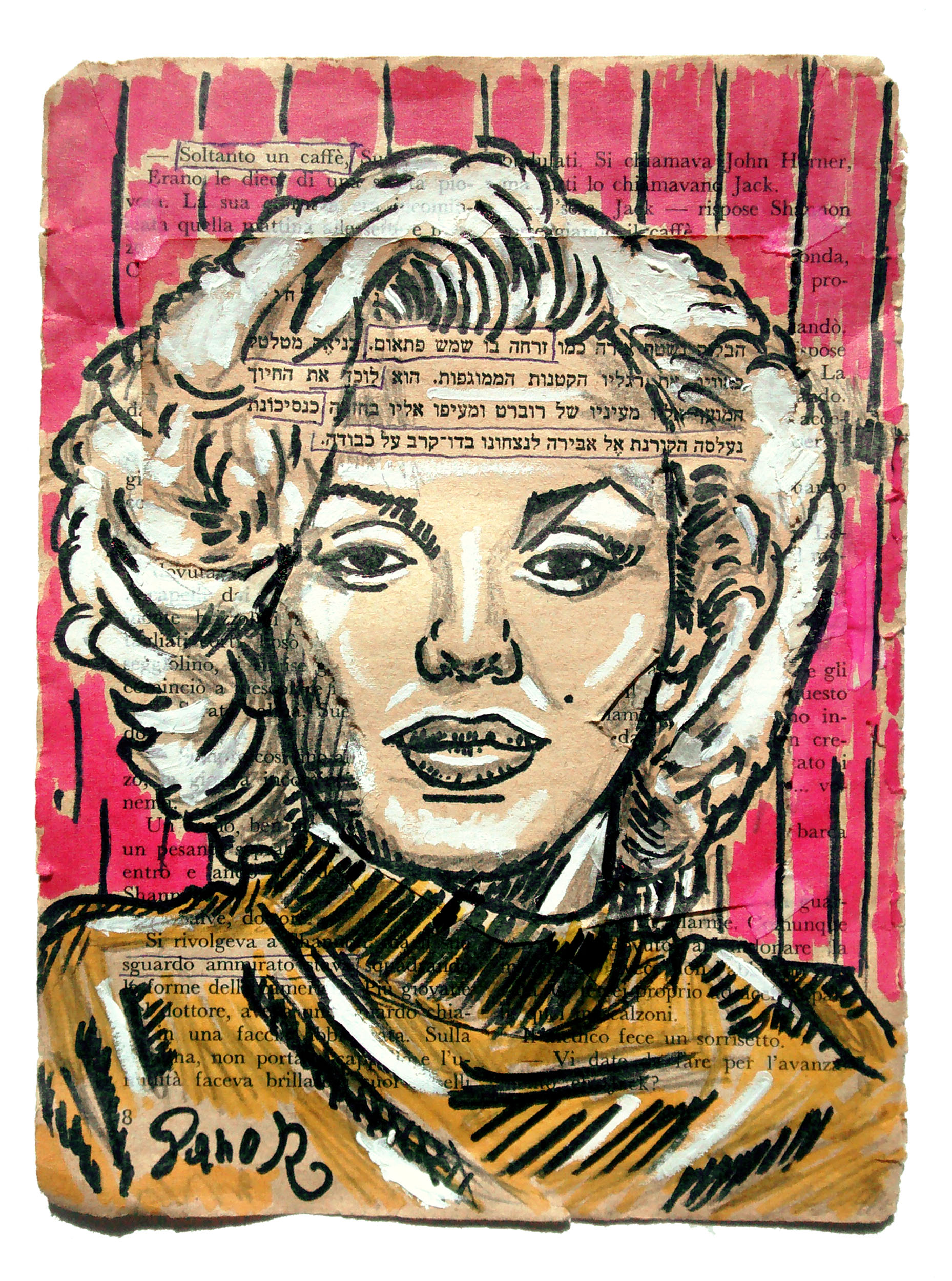
Marilyn Monroe († 1962)

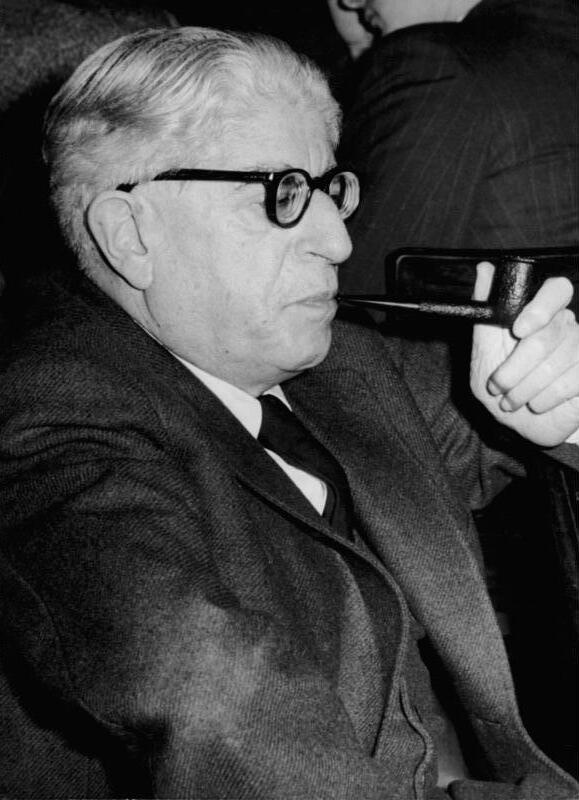
Ernst Bloch († 1977)

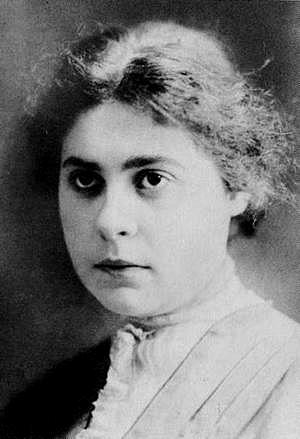
Lilya Brik († 1978)

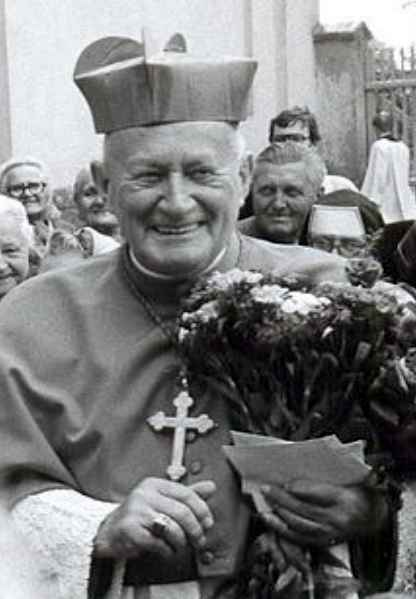
František Tomášek († 1992)

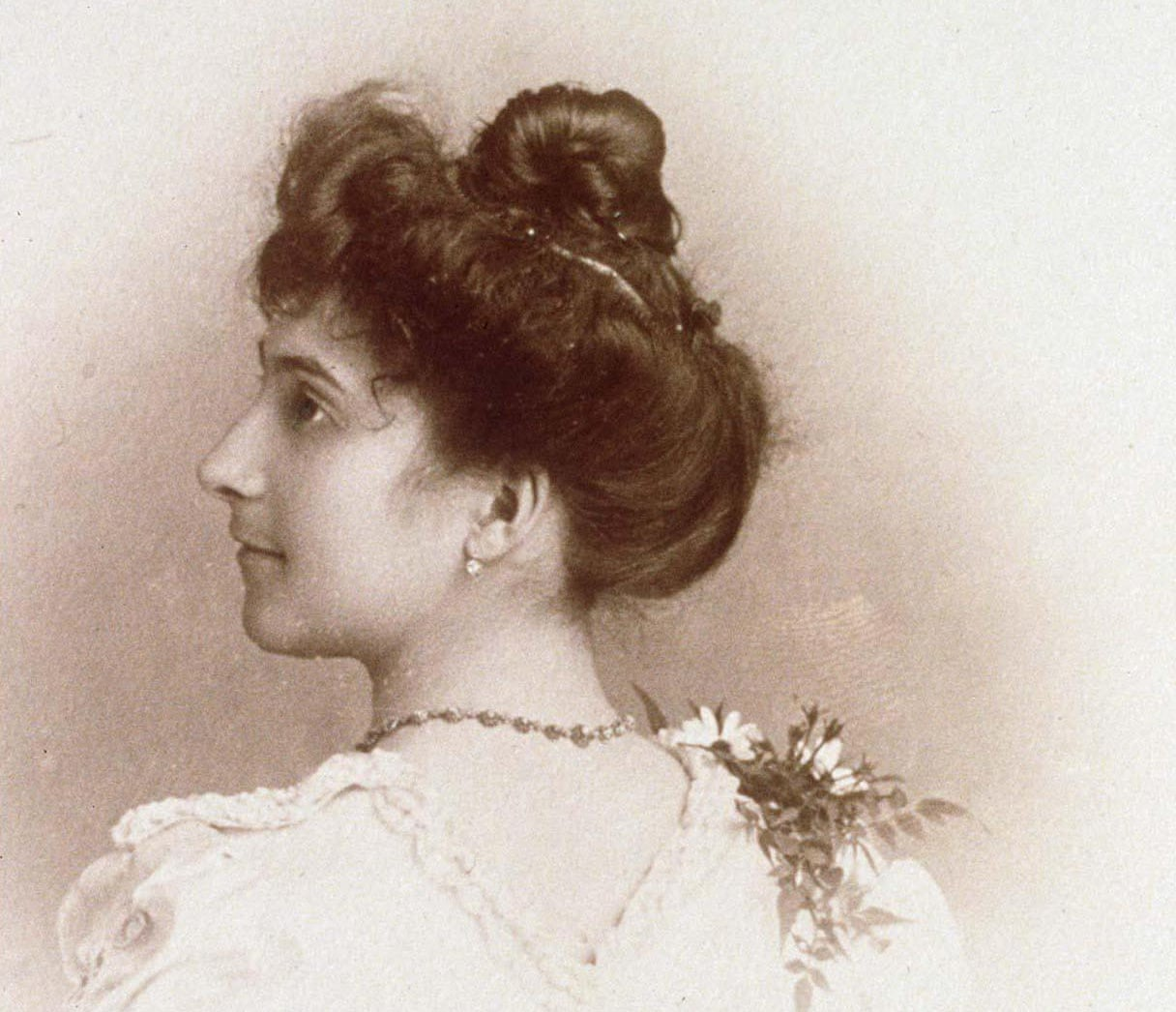
Jeanne Calment († 1997)

- 1951: Ernst von Weizsäcker, deutscher Marineoffizier, Diplomat, Staatssekretär und SS-General
- 1951: Emilie Winkelmann, deutsche Architektin
- 1953: Fritz Koelle, deutscher Bildhauer
- 1953: Francisc Șirato, rumänischer Maler
- 1954: Harald Paulsen, deutscher Theater- und Filmschauspieler und Regisseur
- 1957: Maria Carmi, italienische Schauspielerin
- 1957: Washington Luís Pereira de Sousa, Präsident Brasiliens
- 1958: Kurt Striegler, deutscher Dirigent und Komponist
- 1959: Hans Lembke, deutscher Maler und Zeichenlehrer
- 1960: Frédéric Théllusson, belgischer Automobilrennfahrer
- 1961: Maurice Tourneur, französischer Drehbuchautor und Regisseur
- 1962: Heinrich Schmiedeknecht, deutscher Architekt
- 1962: Marilyn Monroe, US-amerikanische Schauspielerin
- 1966: Kurt Roger, österreichisch-amerikanischer Komponist und Musikwissenschaftler
- 1967: Gustave Samazeuilh, französischer Komponist und Musikkritiker
- 1969: Wilhelm Apel, deutscher Politiker
- 1969: Paul Lechler junior, deutscher Fabrikant und Kirchenmann
- 1970: Edmond Audemars, schweizerischer Radrennfahrer, Flugpionier und Unternehmer
- 1971: Georg Maurer, deutscher Lyriker, Essayist und Übersetzer
- 1973: Richard Fritz Behrendt, deutscher Soziologe
- 1973: Eddie Condon, US-amerikanischer Jazz-Gitarrist
- 1974: Karl Schmid, Schweizer Literaturhistoriker
- 1975: Albrecht Appelhans, deutscher Maler, Grafiker und Illustrator
- 1976: Enrique Ángel Angelelli, argentinischer Bischof von La Rioja
- 1976: Helmut de Boor, deutscher Germanist und Literaturhistoriker
- 1976: Charlotte Dietrich, deutsche Sozialpädagogin
- 1977: Edgar Douglas Adrian, britischer Anatom und Physiologe
- 1977: Ernst Bloch, deutscher marxistischer Philosoph
- 1977: Moritz Mitzenheim, Bischof der evangelischen Landeskirche von Thüringen
- 1978: Lilja Jurjewna Brik, sowjetische Filmregisseurin und Bildhauerin
- 1978: René Challan, französischer Komponist und Dirigent
- 1978: Fiddlin’ Doc Roberts, US-amerikanischer Old-Time-Musiker
- 1979: Albert Schreiner, deutscher Politiker und Historiker
- 1980: Georg Aumann, deutscher Mathematiker
- 1980: Vicente de la Mata, argentinischer Fußballspieler
- 1981: Theodor Brün, deutscher Maler
- 1981: Melvyn Douglas, US-amerikanischer Schauspieler
- 1982: Tex Atchison, US-amerikanischer Country-Musiker
- 1982: Rolf Karlsen, norwegischer Komponist und Organist
- 1983: Karl Tischlinger, bayerischer Volksschauspieler
- 1983: Alfred Nakache, französischer Schwimmer
- 1985: Zbyněk Vostřák, tschechischer Komponist
- 1986: Fritz Schwerdtfeger, deutscher Forstwissenschaftler, Zoologe und Entomologe
- 1989: Larry Parnes, britischer Musikmanager und Impresario
- 1989: Wilhelm Stasch, deutscher Boxer
- 1990: Heinz Frieler, deutscher Politiker, MdB
- 1990: Ettore Maserati, italienischer Ingenieur und Unternehmer
- 1991: Jewgeni Fjodorowitsch Dragunow, sowjetischer Waffenkonstrukteur
- 1992: František Tomášek, Erzbischof von Prag und Kardinal
- 1993: Nesmith Ankeny, US-amerikanischer Mathematiker
- 1994: Ciro dos Anjos, brasilianischer Jurist, Journalist und Schriftsteller
- 1994: Ludmilla Herzenstein, deutsche Architektin, Stadtplanerin und Kinderbuchautorin russischer Herkunft
- 1994: Giovanni Spadolini, italienischer Journalist, Historiker und Politiker
- 1995: Lee Newman, britische Techno-Produzentin
- 1995: Said Ramadan, islamistischer Fundamentalist
- 1996: Kiyoshi Atsumi, japanischer Schauspieler
- 1997: Jeanne Calment, französische Altersrekordlerin, nachweislich ältester Mensch
- 1997: Ray Renfro, US-amerikanischer American-Football-Spieler
- 1997: Jean-Claude Vidilles, französischer Automobilrennfahrer
- 1998: Juri Petrowitsch Artjuchin, sowjetischer Luftwaffenoffizier und Kosmonaut
- 1998: Carmen Delia Dipiní, puerto-ricanische Sängerin
- 1999: Liselott Linsenhoff, deutsche Dressurreiterin
- 1999: Victor Mature, US-amerikanischer Filmdarsteller

### 21. Jahrhundert
- 2001: Claude Bloodgood, US-amerikanischer Mörder und Schachspieler
- 2002: Robert Noehren, US-amerikanischer Organist, Orgelbauer und Musikpädagoge
- 2003: Anthony von Sourozh, russischer Bischof
- 2003: Alice Saunier-Seïté, französische Geographin, Historikerin und Politikerin
- 2004: Wolfgang Caffier, deutscher Theologe
- 2004: Hans-Joachim Grubel, deutscher Schauspieler
- 2004: Stella Liebeck, US-amerikanische Aktivistin
- 2005: Sue Gunter, US-amerikanische Basketballtrainerin
- 2005: Little Milton, US-amerikanischer Blues-Musiker
- 2006: Richard Barrett, US-amerikanischer Musikproduzent
- 2006: Sylvester Rosegger, deutscher Agrarwissenschaftler und Agrarökonom
- 2007: Lee Hazlewood, US-amerikanischer Musikproduzent und Sänger
- 2007: Raul Hilberg, US-amerikanischer Historiker
- 2007: Anja Lundholm, deutsche Schriftstellerin
- 2007: Ruth Zechlin, deutsche Komponistin
- 2008: Craig Jones, britischer Motorradrennfahrer

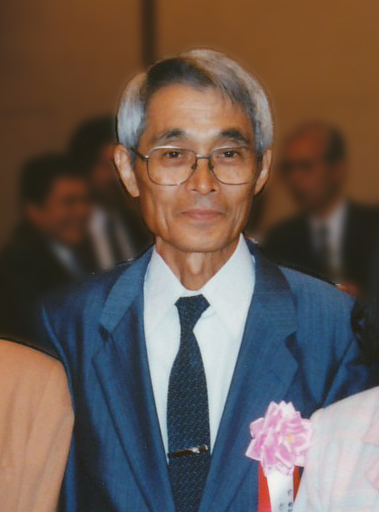
Hirotsugu Akaike († 2009)

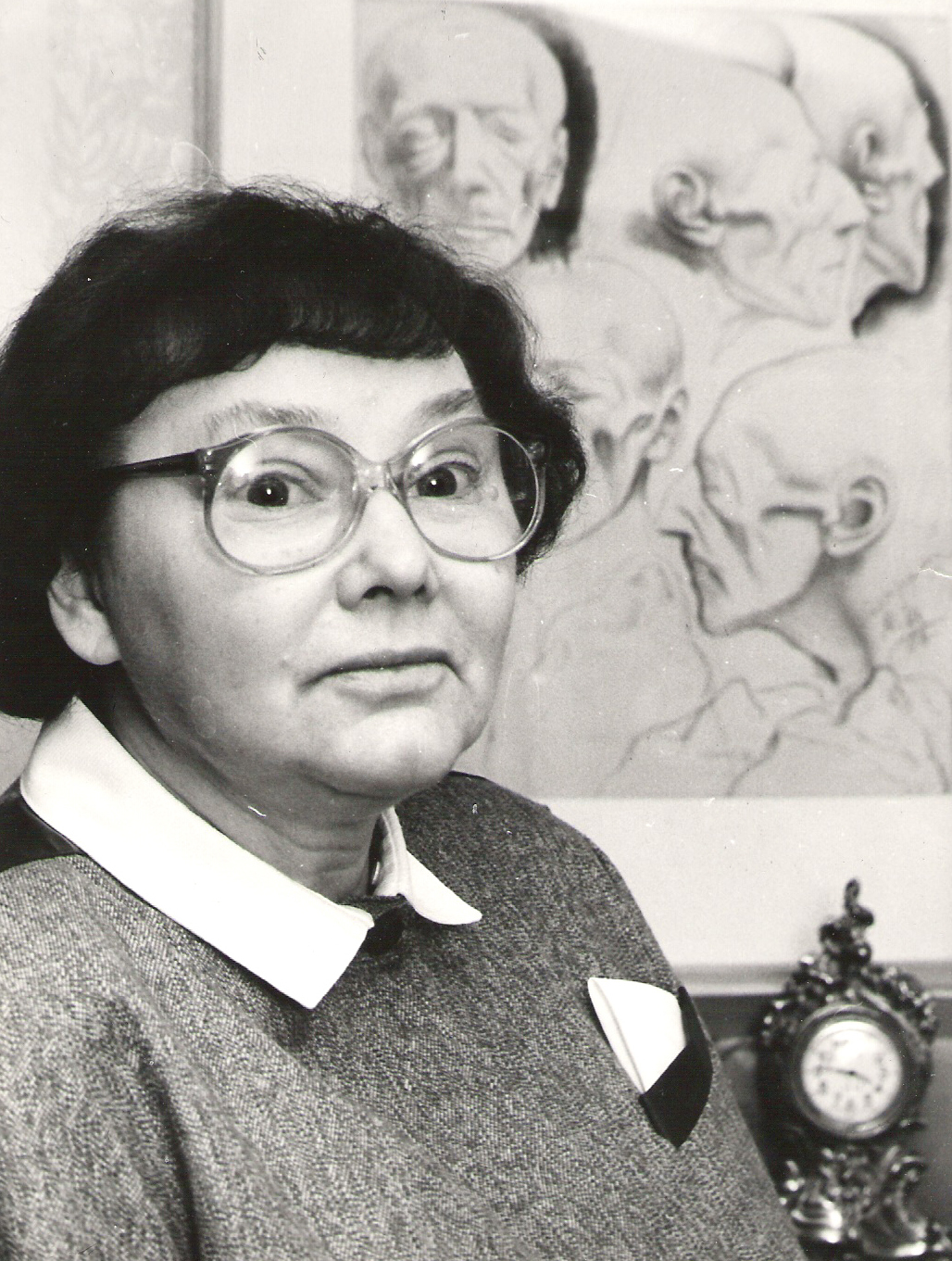
Ingrid Mittenzwei († 2012)

- 2009: Hirotsugu Akaike, japanischer Statistiker
- 2009: Svend Auken, dänischer Politiker
- 2011: Henk Alkema, niederländischer Komponist
- 2011: Hans Barth, deutscher Publizist und Wissenschaftsautor
- 2011: Naoki Matsuda, japanischer Fußballspieler
- 2012: Ingrid Mittenzwei, deutsche Historikerin
- 2012: Ernst Schubert, deutscher Kunsthistoriker
- 2013: Sherko Bekas, irakischer Dichter
- 2013: Fritz Stange, deutscher Ringer
- 2014: James Brady, US-amerikanischer Regierungsbeamter
- 2014: Roger Gerhardy, deutscher Ordensgeistlicher, Journalist und Publizist
- 2015: Takashi Amano, japanischer Fotograf, Designer und Aquarianer
- 2015: Gerd Natschinski, deutscher Komponist und Dirigent
- 2015: Siegfried Schnabl, deutscher Sexualwissenschaftler (Mann und Frau intim)
- 2016: Eugene Atkinson, US-amerikanischer Politiker
- 2016: Helmut Hanisch, deutscher Religionspädagoge
- 2017: Walter Levin, US-amerikanischer Violinist und Quartett-Spieler
- 2017: Reuven Moskovitz, israelischer Friedensaktivist
- 2017: Bernd Witthüser, deutscher Folkmusiker
- 2018: Herbert Arz von Straussenburg, deutscher Diplomat
- 2018: Hans-Joachim Schwark, deutscher Tierzuchtwissenschaftler
- 2019: Johannes Kuhn, deutscher Theologe und Fernsehpfarrer
- 2019: Nuon Chea, kambodschanischer Politiker und Völkermörder
- 2019: Ann Nelson, US-amerikanische Physikerin
- 2020: Frances E. Allen, US-amerikanische Informatikerin
- 2020: George S. Madi, libanesisch-gambischer Unternehmer
- 2021: Karl Heinz Bohrer, deutscher Literaturtheoretiker und Publizist
- 2021: Miroslav Lazanski, jugoslawischer bzw. serbischer Journalist und Diplomat
- 2022: Rodger Doner, kanadischer Ringer
- 2025ː Jane Morgan, US-amerikanische Sängerin

## Feier- und Gedenktage
- Kirchliche Gedenktage:
  - Hl. Aristarchus von Thessalonice, makedonischer Bischof und Jünger
  - Hl. Jean-Marie Vianney, französischer Priester und Schutzpatron der Pfarrer (anglikanisch, evangelisch, katholisch)
- Namenstage
  - Dominik, Johannes, Rainer
- Weitere Infos über kirchliche Gedenktage
  - Hl. Walburga, Ankunft der Gebeine in Münster (Deutschland) (katholisch)

Weitere Einträge enthält die Liste von Gedenk- und Aktionstagen.